# Палатинська капела
Палатинська капела (італ. Cappella Palatina — буквально, «палацова каплиця») — каплиця Норманського палацу в Палермо, особиста капела сицилійських королів і віце-королів. Є одним з найважливіших пам'ятників арабо-норманського стилю. Містить мозаїки, які виконали візантійські та місцеві майстри XII століття (їх доповнювали аж до кінця XVIII століття), а також дуже рідкісне як для Європи стільникове склепіння.

## Розташування та режим роботи
Палатинська капела знаходиться на другому поверсі норманського палацу, вхід до неї організований з пьяцца Індепенденца. Є музеєм, але з щоденним виконанням меси. Оскільки в Норманському палаці від 1947 року засідає Регіональна асамблея — парламент автономної області Сицилія, години роботи музею є невизначеними, а отже відвідувачам рекомендують відвідувати капелу в першій половині дня. Залежно від часу засідань Регіональної асамблеї відвідувачам Палатинської капели дозволяють побачити деякі парадні зали двору, в тому числі залу Рожера, що містить рідкісні як для норманської Сицилії мозаїки XII століття на світські теми, і зал Геркулеса — місце засідань першого парламенту королівства Сицилії 1812 року.

## Історія створення

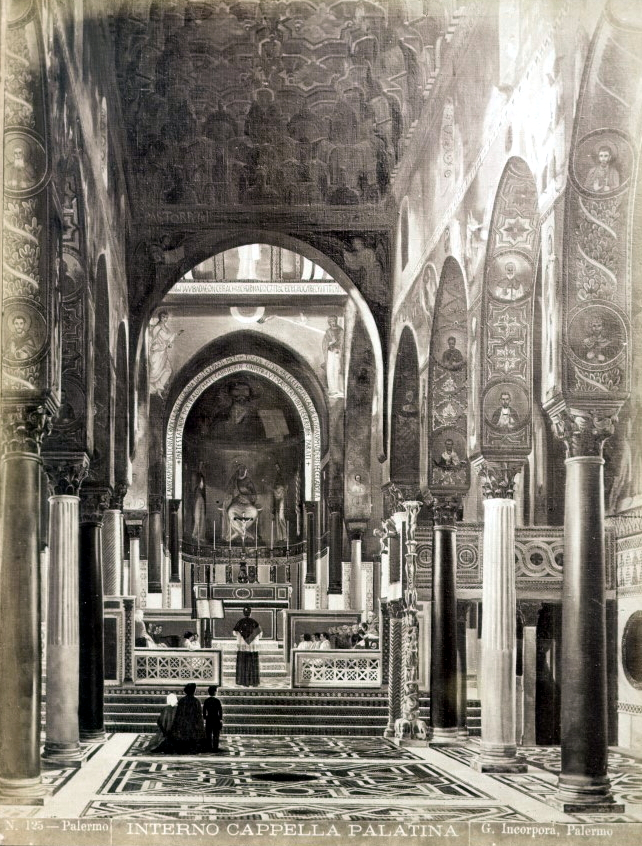
Загальний вигляд капели в XIX столітті (Джузеппе Інкорпора)

Перший король Сицилії Рожер II почав будівництво капели у своїй резиденції 1130 року. Палатинська капела мала стати вотивним храмом, у зв'язку з тим, що Рожер II 1130 року отримав королівський титул від антипапи Анаклета II із подальшою коронацією. Оскільки Рожер II отримав корону від Анаклета II в обмін на визнання папського сюзеренітету над Сицилією, капела була присвячена апостолу Петру, який став в особі папи сюзереном королівства. 28 квітня 1140, у свято Входу Господнього в Єрусалим, капела була освячена на честь апостола Петра. У тому ж році Рожер II особливою грамотою встановив привілеї новозбудованої капели, зокрема право богослужіння він надав настоятелю монастиря Сан-Джованні-дельї-Ереміті, що був неподалік, якому заради цього дарував сан єпископа. Грамота Рожера II дійшла до наших днів, і сьогодні зберігається в крипті капели. Про дату освячення капели свідчить також грецький напис на підмурку купола.
Рожер II особисто керував будівництвом капели. За його царювання візантійські майстри створили мозаїки купола, тріумфальної арки та трансепта. Фахівці з візантійської мозаїки (зокрема, Отто Демус та Ернст Кітцінгер) стверджують, що зазначені мозаїки виконали ті самі грецькі майстри, що й мозаїки Марторани та собору Чефалу. Можна впевнено стверджувати, що за Рожера II арабські теслі виконали різьблену сталактитову стелю, характерну для мечетей фатімідського Єгипту й Магрибу, оскільки про ці стелі йдеться в збереженій проповіді грецького ченця Філагата з Черамі, що датується близько 1140 року.
Точна хронологія подальшого розвитку музичного оформлення капели поки що не встановлена. За одними припущеннями, за царювання (1154—1166) Вільгельма I Злого, сина і наступника Рожера II, місцеві сицилійські майстри виконали великий мозаїчний цикл, присвячений Книзі Буття, у центральній наві, а за наступного короля Вільгельма II Доброго (1166—1189) в бічних навах з'явився малий цикл, що оповідає про життя апостолів Петра та Павла. За іншими припущеннями, мозаїки головної та бічних навів послідовно виконали одні й ті самі майстри в 1160 — 1170-х роках. Схожість композицій і послідовності сюжетів зазначених мозаїк і оповідних" циклів собору Монреале дозволила Демусу та Кітцінгеру стверджувати, що всі ці роботи виконали одні й ті самі сицилійські майстри. До норманської епохи належать різьблений амвон і великодній свічник.
Йдуть дискусії щодо часу створення великої мозаїки на західній стіні капели (над королівським місцем). За одними припущеннями, роботу виконали одночасно з мозаїками головної та бічної нав, тобто в 1160-1170-х роках. За іншими версіями, відмінності в манері виконання цієї мозаїки дозволяють віднести її створення до наступного — XIII століття, тобто епохи Гогенштауфенів. Безсумнівно, що ця мозаїка й розташоване під нею королівське місце були реконструйовані після сходження на сицилійський престол королів з Арагонської династії (наявні комбіновані герби Арагона та Сицилії). Над троном і на стіні північної нави позначений рік завершення робіт — 1460, «за царювання Іоанна, короля Сицилії», тобто Хуана II арагонського. Ще раз західну частину капели реконструювали на початку XVIII століття, оскільки на стіні присутнє й ім'я Філіпа V Анжуйського.
Дискусії викликає й питання про час створення королівського місця в західній частині капели. Його розташування та оформлення цілком відповідає відомим уявленням Рожера II про Божественне походження своєї влади, у зв'язку з чим логічно припускати, що трон був встановлений тут при засновнику каплиці. З іншого боку, розміщення мозаїк в рукавах трансепта дозволяє припустити, що Рожер II брав участь у Богослужіннях, перебуваючи на балконі на північній стіні капели, що з'єднувався з палацовими покоями . Таким чином, час створення королівського місця можна відсунути на століття пізніше — в епоху Гогештауфенів. Але існує й припущення, що вказаний балкон з'явився лише за віце-королів, коли Сицилію приєднали до Арагонської корони. Є й третя версія, згідно з якою спочатку для Рожера II спорудили трон в пресбітерії (як для його онука Вільгельма II Доброго в соборі Монреале).
Останні великі зміни в інтер'єрі капели відбулися при реставрації наприкінці XVIII століття, за царювання Фердинанда III. Саме тоді на місці знесеного балкона на північній стіні майстер Санті Кардіні з Ареццо знову виконав кілька мозаїк з циклу Буття (від бесіди Каїна з Богом до того, як Ной спорудив ковчег), а також створив нові мозаїки в трьох апсидах капели, які разюче контрастують з навколишніми візантійськими мозаїками XII століття.

## Інтер'єр капели

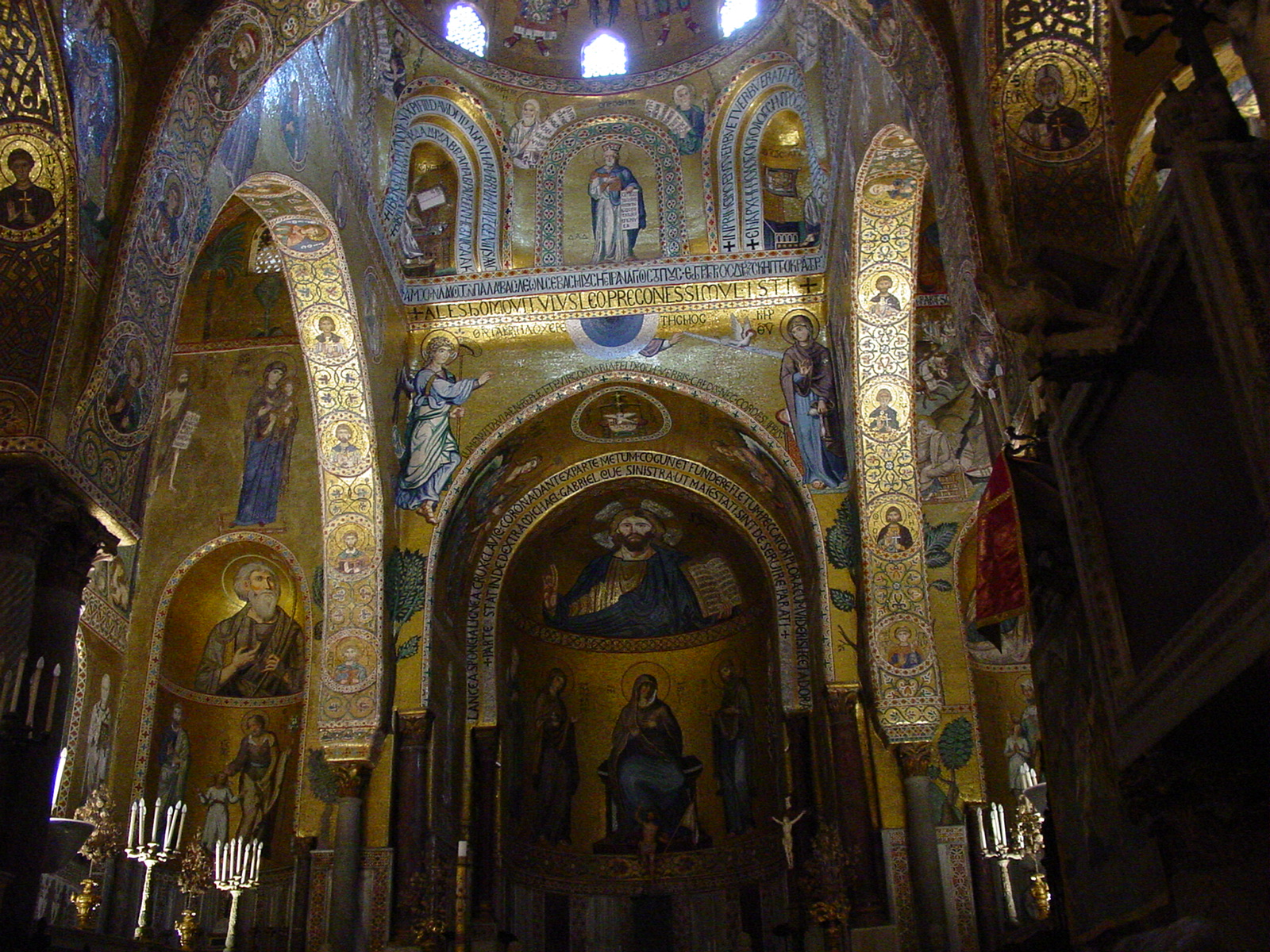
Загальний вигляд пресбітерія капели

Палатинська капела є класичною тринавною базилікою з трьома апсидами. Оскільки храм задумували як приватну капелу, призначену для вузького кола осіб, розміри його невеликі: 33 метри завдовжки й 13 завширшки. Інтер'єр капели вражає не стрімкістю просторового розмаху та багатоплановістю задуму, а загальною гармонією основних елементів, продуманістю цілого та дрібниць.
Кожна з бічних нав відділена від широкої головної п'ятьма колонами з єгипетського граніту і зеленого мармуру з позолоченими коринфськими капітелями. Запозичені з арабської архітектури широкі стрілчасті арки, що опираються на колони, не зливаються в безперервний ряд, направлений до вівтаря: колони стоять далеко одна від одної, і їх капітелі не утворюють єдиної зорової горизонталі. У свою чергу горизонталь стіни над арками й особливо чітка лінія карниза перешкоджають розвитку руху вгору. Таким чином, горизонтальні та вертикальні ритми взаємно врівноважені.

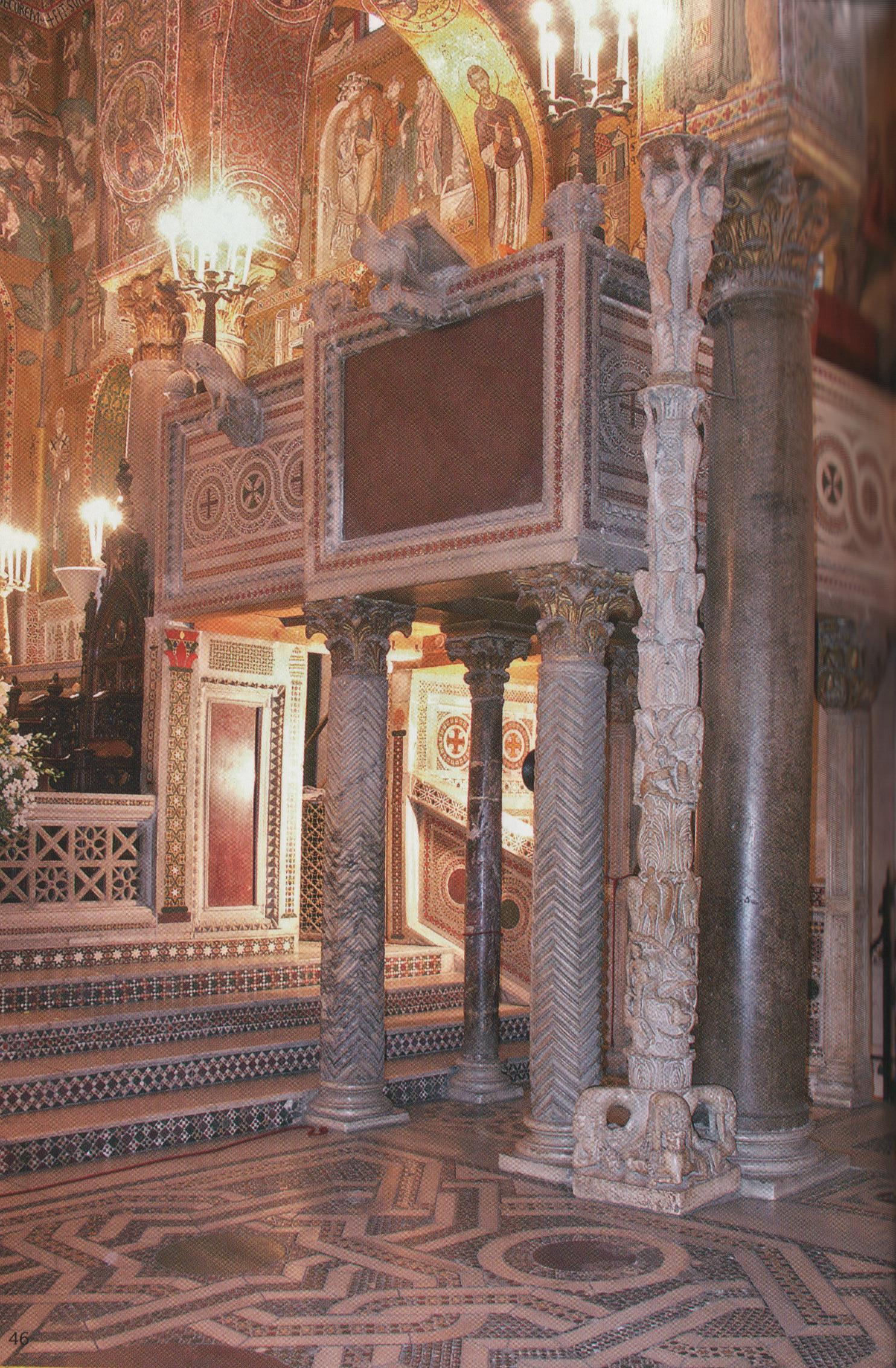
Амвон та великодній підсвічник

Підлога капели, прикрашена інкрустацією з мармуру, граніту та порфіру, виконана в стилі косматеско, збагаченому місцевими арабськими мотивами. Це одна з найкраще збережених підлог XII століття, виконаних у техніці штучної мозаїки (opus sectile).Проповідник на ім'я Філагат, що працював при дворі Рожера, порівняв його барвисті мармурові плити з «весняним лугом, з тією різницею, що квіти в'януть і вмирають, а цей луг буде існувати вічно». Ще більш складний малюнок має підлога в пресбітерії: до порфірових дисків і складних геометричних візерунків додані зображення двох левів, які «охороняють» ворота до вівтарної перегородки, і двох змій з боків вівтаря, що його вони охороняють.
Стеля центральної нави являє собою рідкісний для Європи й властивий для мечетей фатімідського Єгипту та Магрибу дерев'яний сталактитовий плафон. Він прикрашений куфічними написами й фігурами бенкетників, музикантів і танцюристів, які втілюють поняття перемоги, влади та щедрості. Філагату цей плафон «з кошиками» нагадав осяяний золотом «зоряний хор». Стелі бічних нав виконані менш хитромудро.
У капелі просторово виділені східна (пресбітерій і апсиди) та західна (королівське місце) частини. Вони підняті над підлогою капели на п'ять щаблів і увінчані мозаїкою із зображенням Христа Пантократора. Таким чином, в капелі реалізована класична візантійська концепція симфонії — злагоди й взаємодоповнюваності духовної та царської влади.
Бронзові двері прикрашені візерунком у вигляді аканта, ручки виконані у формі левових голів. Особливе місце в капелі займають мозаїки: вони повністю покривають поверхню апсид, заповнюють місце над колонами, що відділяють бічні нави від головної, верхній регістр стін бічних нав і західної стіни. Нижній регістр цих стін прикрашений складними мармуровими інкрустаціями.
Окремий інтерес являють амвон і великодній свічник капели. Амвон стоїть на чотирьох мармурових колонах з коринфськими капітелями та завершується двома парапетами. Перший, розташований ближче до центру храму, парапет виконаний з червоного порфіру, укладеного в біломармурову окантовку з рельєфними рослинними орнаментами, підставкою для Письма слугує фігура орла — символ євангеліста Івана Богослова. Другий парапет, що знаходиться ближче до апсиди, виконаний з білого мармуру з рельєфними геометричними орнаментами, підставкою тут є постать лева, що символізує євангеліста Марка.
Поруч з амвоном розташований мармуровий великодній підсвічник — дар архієпископа Гуго Палермського на честь коронації Вільгельма I Злого. Підставою для підсвічника слугують фігури чотирьох левів, що пожирають інших тварин і людей, тіло колони являє собою складну композицію з людських фігур, тварин і рослин. Вінчають канделябр три напіводягнених чоловічих фігури, що підтримують власне свічник. Зображені сюжети й манера їх виконання дозволяють ототожнити автора канделябра з одним із майстрів, які працювали над капітелями собору Монреале, а саме з Майстром путті.

## Мозаїки
Іконографія капели має разючу подібність до розписаного тоді ж собору Мірожського монастиря в Пскові. Гарвардські візантиністи припускають існування спільного джерела іконографічної програми, яке напевно було візантійським. У мистецтвознавчій літературі звертають увагу на те, що образи розходилися віялом навколо незбереженого балкона монарха, нагадуючи середньовічний кінематограф.

### Мозаїки купола

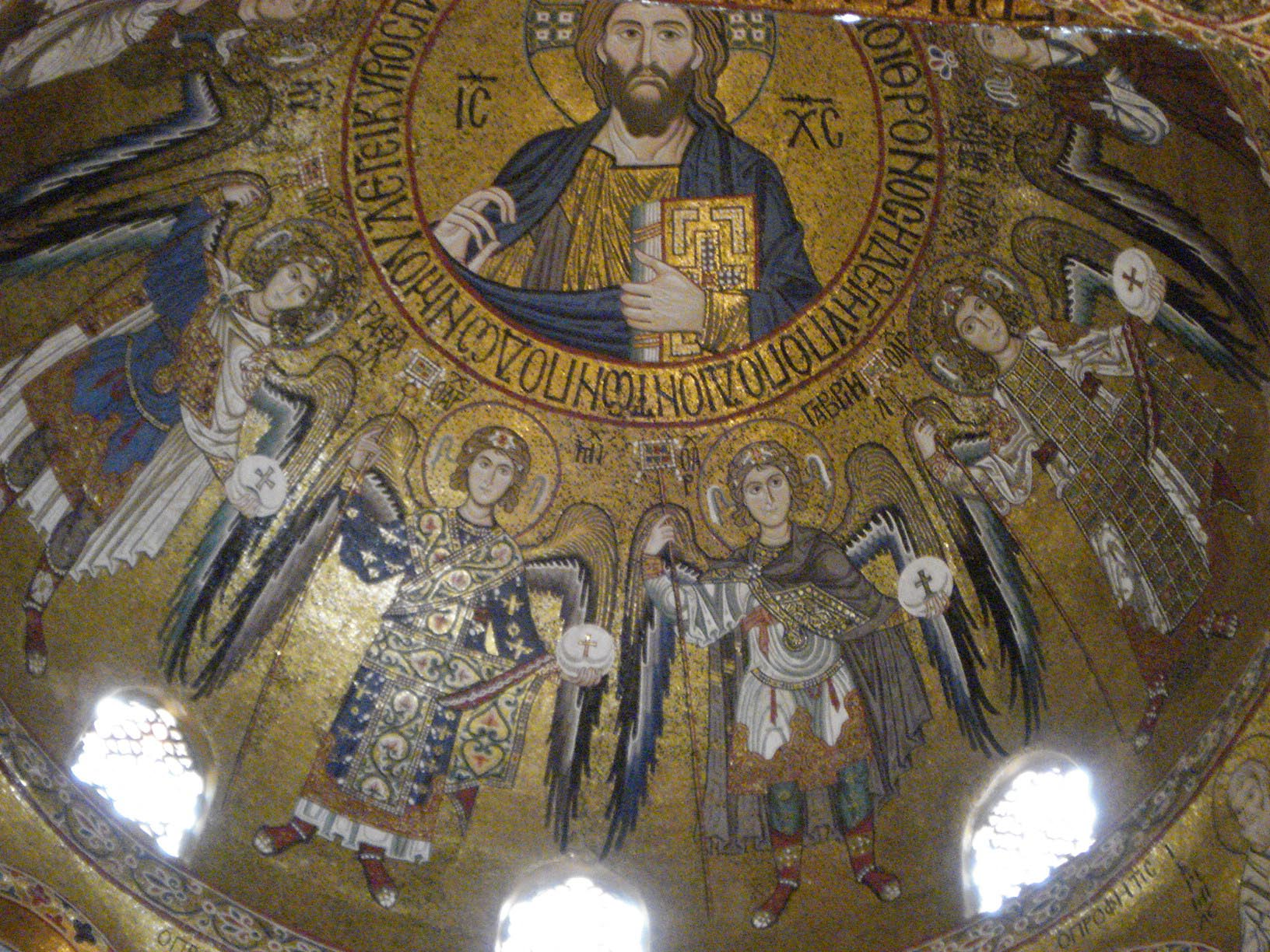
Христос Пантократор у колі архангелів і ангелів

Мозаїки купола виконали запрошені грецькі майстри за царювання Рожера II. Вони є найдавнішими в капелі. У центрі купола зображений Христос Пантократор, який правою рукою благословляє тих, хто молиться, а в лівій руці тримає закрите Євангеліє. Німб навколо голови Христа виконаний у формі грецького хреста, одяг нагадує парадне вбрання візантійських імператорів. Христос поміщений в центр кола з чотирьох архангелів (Михаїл, Уриїл, Гавриїл та Рафаїл) і восьми янголів. Архангели зображені у царському вбранні, зі скіпетром у правій руці і державою у лівій. Ангели зображені під час молитви, з побожно складеними руками. Сяйво та пишність небесної слави ще більш посилені світлом з восьми вікон, пробитих біля ніг ангелів.

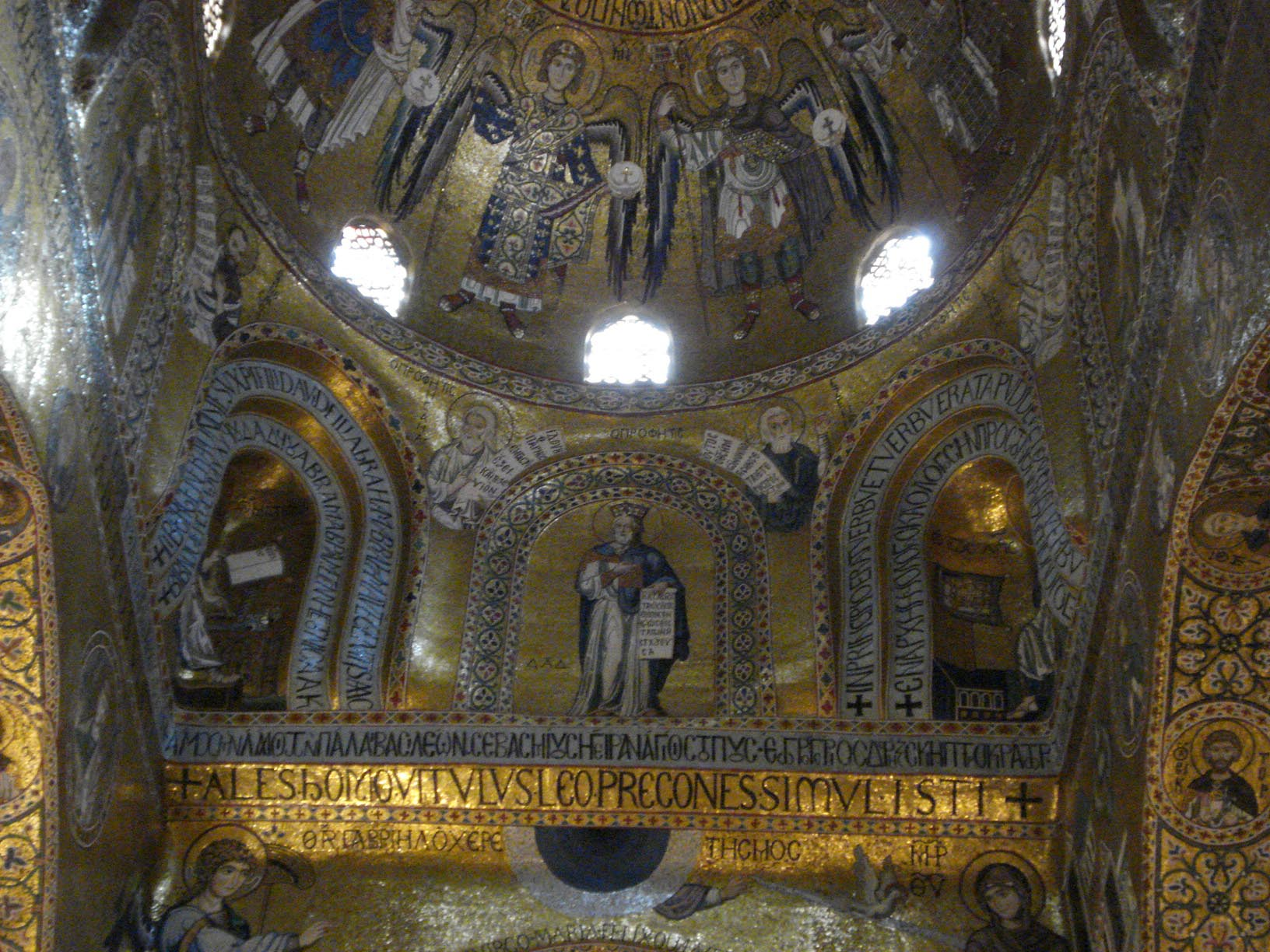
Нижня частина купола

На наступному рівні мозаїсти зобразили чотирьох пророків, що передвістили прихід Спасителя, а саме Івана Хрестителя, Соломона, Захарія та Давида, над головами яких поміщені малі зображення ще восьми пророків (Ісая, Єзекіїль, Єремія, Йона, Даниїл, Мойсей, Ілля та Єлисей). Всі пророки тримають у руках сувої з грецькими цитатами, що вказують на прийдешнього Христа. У кутових нішах зображені чотири євангелісти, що тримають у руках сувої з латинськими першими словами своїх Євангелій.
Серед арабо-норманських церков Сицилії лише Палатинська капела й Марторана мають класичні куполи. На відміну від аналогічної мозаїки купола Марторани, майстри, що працювали в Палатинській капелі, точно вписали фігури в геометрію купола, так що всі фігури з урахуванням перспективи мають правильну будову та зріст. Іконографія мозаїк купола Палатинської капели строго візантійська, всі персонажі розміщені відповідно до прийнятої ієрархії. Золотий фон мозаїки, парадне вбрання Христа, ангелів та святих повинні були наштовхувати глядачів на думку про невимовну славу Царства Небесного.

### Мозаїки апсиди
Мозаїки центральної апсиди Палатинской капели за задумом та композицією нагадують мозаїки соборів Чефалу та Монреале. У консі апсиди знову представлений образ Христа Пантократора. На відміну від зображення в куполі Христос тут тримає у лівій руці Євангеліє, відкрите на вірші: «Я світло для світу; хто піде за Мною, той не ходитиме в темряві, але матиме світло життя» ([[|Ін]] 8:12), причому напис зроблено і грецькою (ліворуч), і латиною (праворуч). У нижньому ряду, що нагадує класичний деісусний ряд візантійського іконостаса, представлена  Богородиця, що сидить на троні, праворуч від неї — апостол Петро та Марія Магдалина, праворуч — Іван Хреститель і апостол Яків. Образ Христа Пантократора в консі апсиди виконаний за Рожера II й зберігся в первинному вигляді. Зображення ж Марії та святих були заново виконані наприкінці XVIII століття, і тому фігура Богородиці набула не властивої візантійському канону пози (сидить з напівнахиленою наліво головою), що надає цій частині мозаїки еклектичного вигляду — поєднання візантійської мозаїки XII століття та барокового образотворчого мистецтва XVIII століття.
Центральна апсида облямована тріумфальною аркою, на тій її стороні, що звернена до нави, за візантійським звичаєм представлена динамічна сцена Благовіщення (схожу композицію можна побачити в Марторані та соборі Монреале). Фігури архангела Гавриїла (ліворуч) та Богородиці (праворуч) представлені в пів-анфас, так що вони звернені одночасно і один до одного, і до молільників. Гавриїл простягає руку до небесної сфери, звідти виходить ще одна рука, від якої голуб в промені світла летить до Марії. Цю мозаїку виконали за Рожера II.
На протилежній стороні тріумфальної арки (недоступна для мирян, оскільки доступ в пресбітерій для них як і раніше закритий) представлена не менш динамічна сцена Стрітення, в якій Марія з Немовлям, з одного боку, і Симеон Богоприємець, з іншого, простягають руки один до одного та до розташованого між ними Єрусалимського храму. Цю сцену, як і Благовіщення, також виконали грецькі майстри при Рожері II. Їх же роботою, судячи з усього, є символічне зображення Престолу уготованого в центрі внутрішньої поверхні арки, а ось інші мозаїки тут — архангели Михаїл (ліворуч) та Гавриїл (праворуч), а також святі папи Сильвестр та Григорій Великий — мають виразні сліди реставрації кінця XVIII століття. Всі дійові особи підписані грецькою, а додаткові пояснювальні написи виконані латиною.
|                 |                |                 |
| Північна апсида | Головна апсида | Південна апсида |

Мозаїка в консі північної апсиди представляє апостола Андрія (що не зовсім зрозуміло, чому замінили у XVI столітті апостола Петра, зображення якого тут було раніше)). У нижньому ряду представлені Йосип з отроком Ісусом, ліворуч від них — апостол Варнава, праворуч — першомученик Стефан. Мозаїки нижнього ряду зберегли на собі відбиток реставрації кінця XVIII століття, внаслідок якої зображення Йосипа та Ісуса швидше подібні до барокових, ніж до візантійських прототипів. Подальша реставрація не торкнулась мозаїк ряду, розташованого над конхою апсиди. Тут представлені Богородиця з Немовлям та Іван Хреститель, який стоїть праворуч від неї. Отто Демус відзначив цікавий оптичний ефект, що з цим пов'язаний. Для глядача, який дивиться з капели, фігура Богородиці здається зміщеною відносно центру. Але якщо дивитися на цю мозаїку з великого вікна північної стіни, образ Богородиці виявляється якраз в центрі видимого простору стіни. Демус робить висновок, що зазначене вікно, яке сполучається з внутрішнім простором палаццо Норманні, виконане на місці балкона, з якого, ймовірно, король в XII столітті міг спостерігати за богослужінням.
Мозаїка в консі південної апсиди представляє апостола Павла, в нижньому ряду представлені праведна Анна з отроковицею Марією, ліворуч від них — апостол Пилип, праворуч — великомученик Севастіан. Мозаїки нижнього ряду, як і північної апсиди, були заново виконані наприкінці XVIII століття.

### Мозаїки трансепта (євангельський цикл і святі)

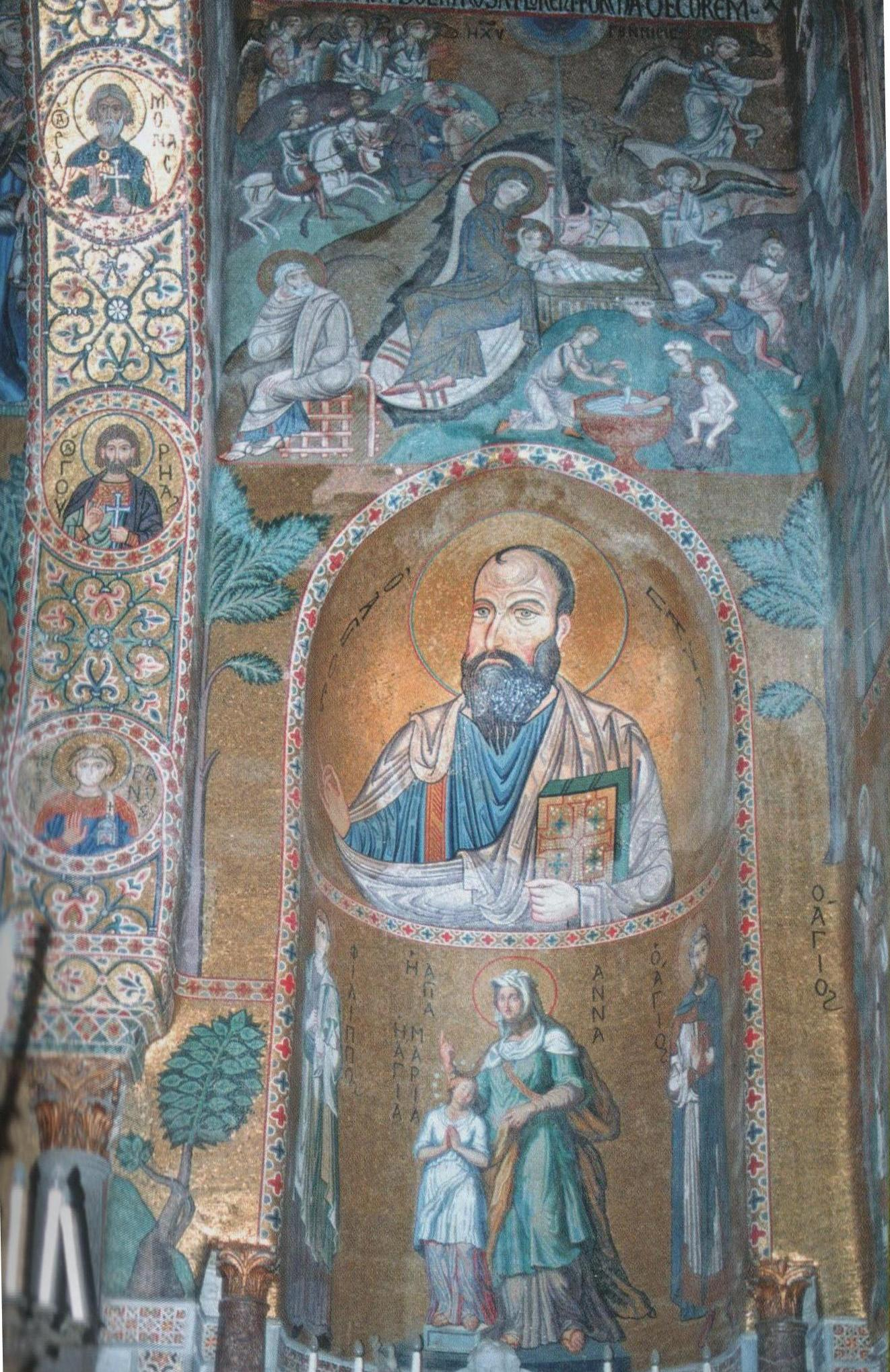
Південна апсида з мозаїкою Різдва Христового

Мозаїки південної гілки трансепта та частина мозаїк південної апсиди утворюють єдиний смисловий цикл, присвячений євангельським подіям. Цей цикл виконали грецькі майстри за царювання Рожера II, а отже він належить до найдавнішої частини капели. Іконографія цих мозаїк бездоганно візантійська: написи грецькі, фігури статичні, перспектива зображень і пейзажі достатньо умовні.
Відкривається цикл багатоплановою мозаїкою, що представляє Різдво Христове. У центрі Богородиця, напівнахилена до скелі (для ікони Різдва характерний зв'язок з пророцтвом Даниїла про «гору несікому»), яка підтримує Дитинку, що лежить в яслах. Прямо на Немовля падає промінь від Вифлеємської зірки. Над яслами схилилися бик і віслюк. У нижньому лівому кутку за подіями спостерігає Йосип, а у верхньому лівому — до Вифлеєма прямують волхви. Ці самі волхви в правій частині мозаїки поклоняються Немовляті. Верхню частину мозаїки заповнюють численні ангели, які співають «Слава в вишніх Богу».
Потім розповідь переходить у праву частину трансепта. Тут послідовно зображені такі події:
Верхній регістр: сон Йосипа з вказівкою бігти до Єгипту; втеча до Єгипту (Богородиця їде на ослі, Йосип несе Ісуса на плечах, сімейну сцену замикає Яків з вузликом на плечі);
Середній регістр: Хрещення Господнє; Преображення; воскресіння Лазаря;
Нижній регістр відведений під велику мозаїку, присвячену Входу Господньому до Єрусалима;
Склепіння над трансептом: зішестя Святого Духа на апостолів.

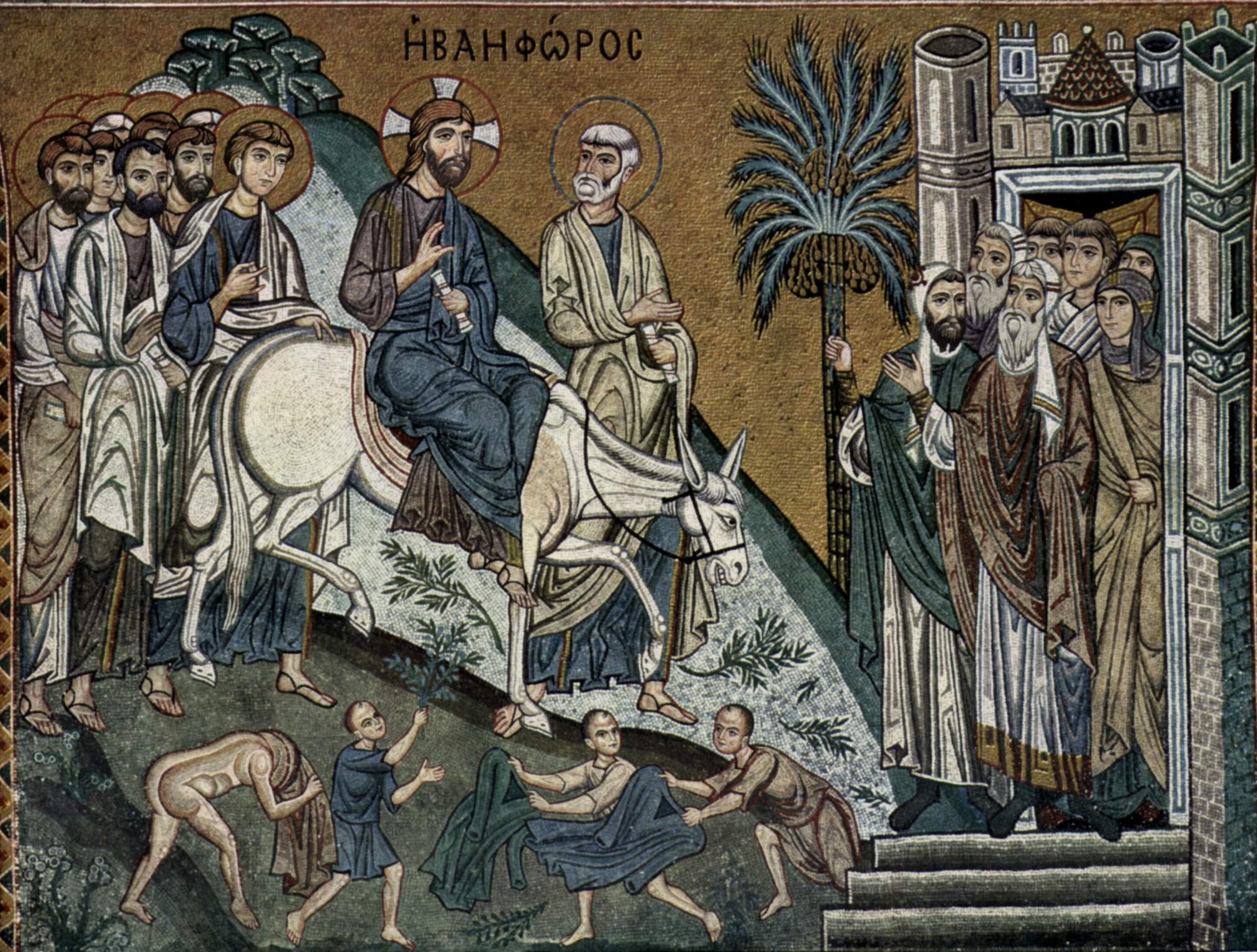
Вхід Господній до Єрусалима (південний трансепт)

Мозаїки виказують візантійське походження майстрів численними іконографічними умовностями. Так Йордан у сцені Хрещення нагадує через відсутність перспективи швидше водоспад, ніж річку; воскреслий Лазар виходить не з печери, а з саркофага в мавзолеї, причому один зі свідків сцени затикає ніс, не витримавши запаху тління. Втім, присутні і не властиві Візантії риси, наприклад, підкреслення особливої ролі Петра. Так у сцені Входу до Єрусалима Ісус окремо розмовляє Петром, що йде поруч, (наступник якого, папа, був сюзереном Сицилійського королівства), тоді як інші учні шанобливо йдуть ззаду, а під час воскресіння Лазаря Петро стоїть безпосередньо за Ісусом і пояснює іншим учням зміст того що відбувається.
Мозаїки у верхній частині північної частини трансепта не збереглися, і тому неможливо з упевненістю стверджувати, що євангельський цикл продовжувався далі. Порівняння з аналогічним «святковим» мозаїчним циклом пізнішого собору Монреале показує, що в Палатинській капелі цілком могли бути зображені події Страстей Христових і Воскресіння. Підтвердженням цієї версії можна вважати єдину збережену в цій частині капели сюжетну мозаїку — Вознесіння Христового в склепінні.
Нижній регістр мозаїк північного трансепта містить галерею зображень східних Отців Церкви: Івана Золотоустого, Василія Великого, Григорія Богослова, Григорія Ніського, а також Миколая Мирлікійського. Над аркою, що веде з трансепта до північної нави, зображені мучениці Агафія та Луція, заступниці Сицилії, а між ними — Катерина Александрійська в парадних шатах візантійської імператриці. Всі ці мозаїки датовані часом Рожера II.

### Цикл з Книги Буття— мозаїки головної нави

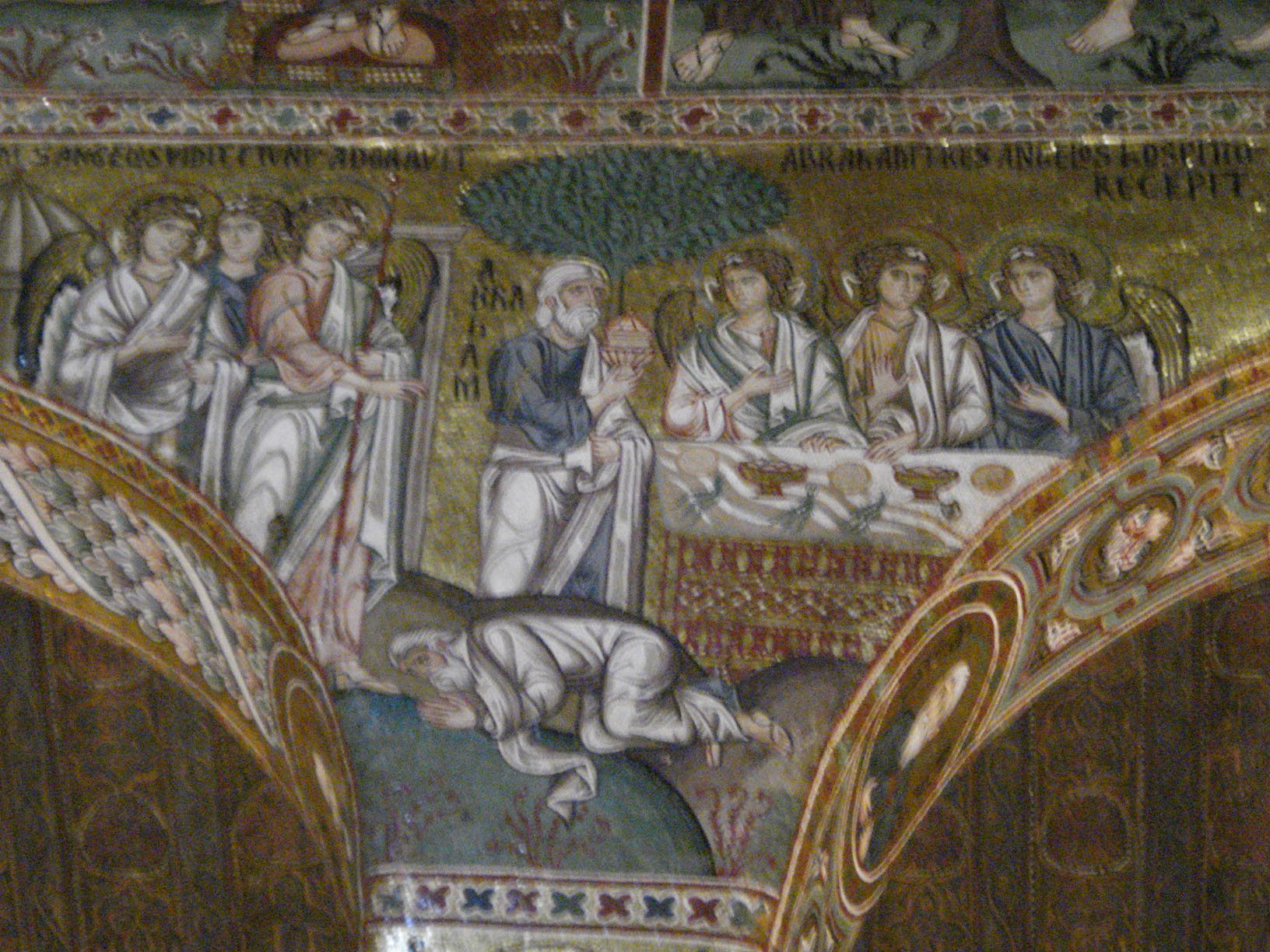
Авраам і свята Трійця

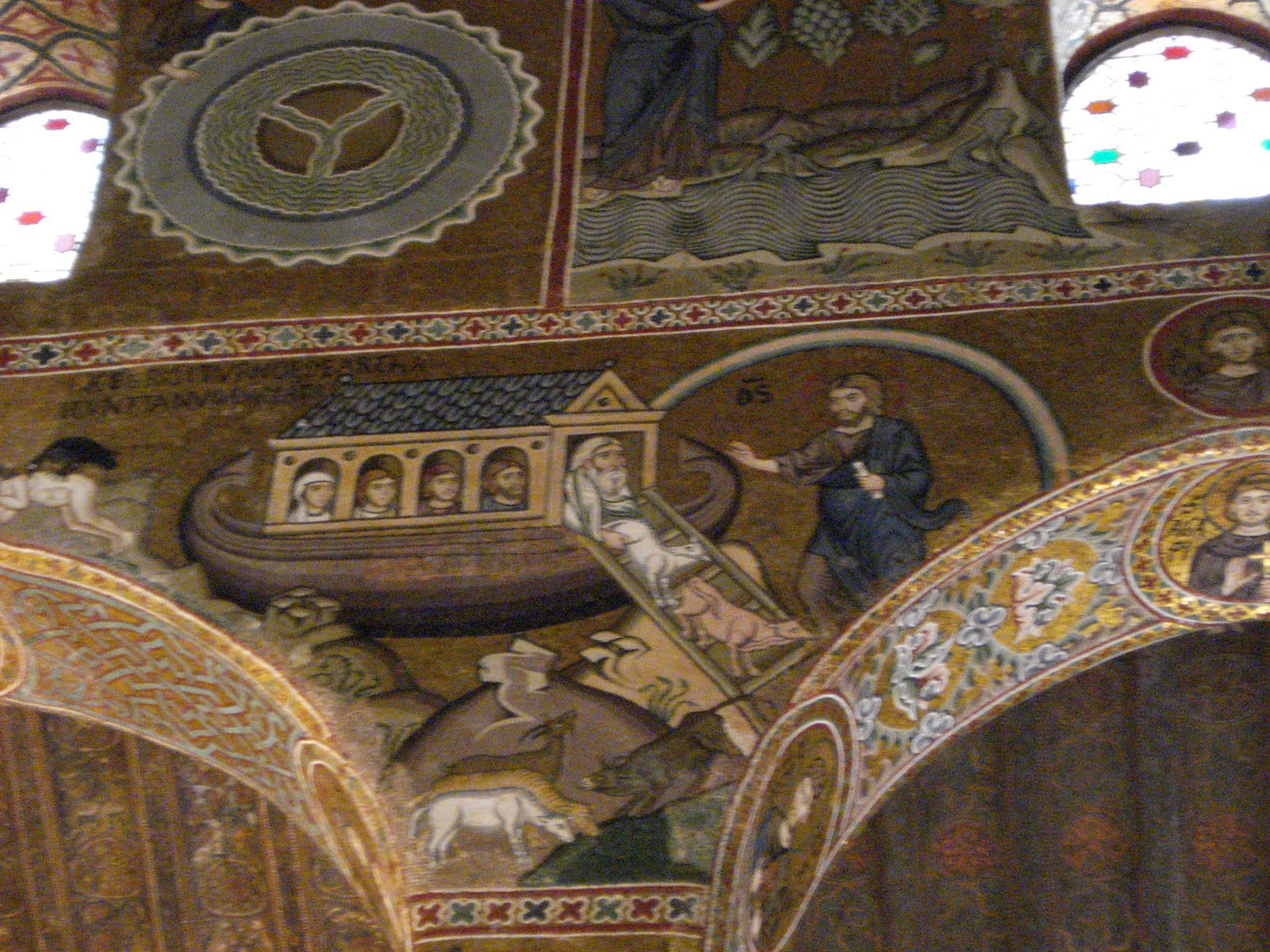
Бог укладає завіт з Ноєм

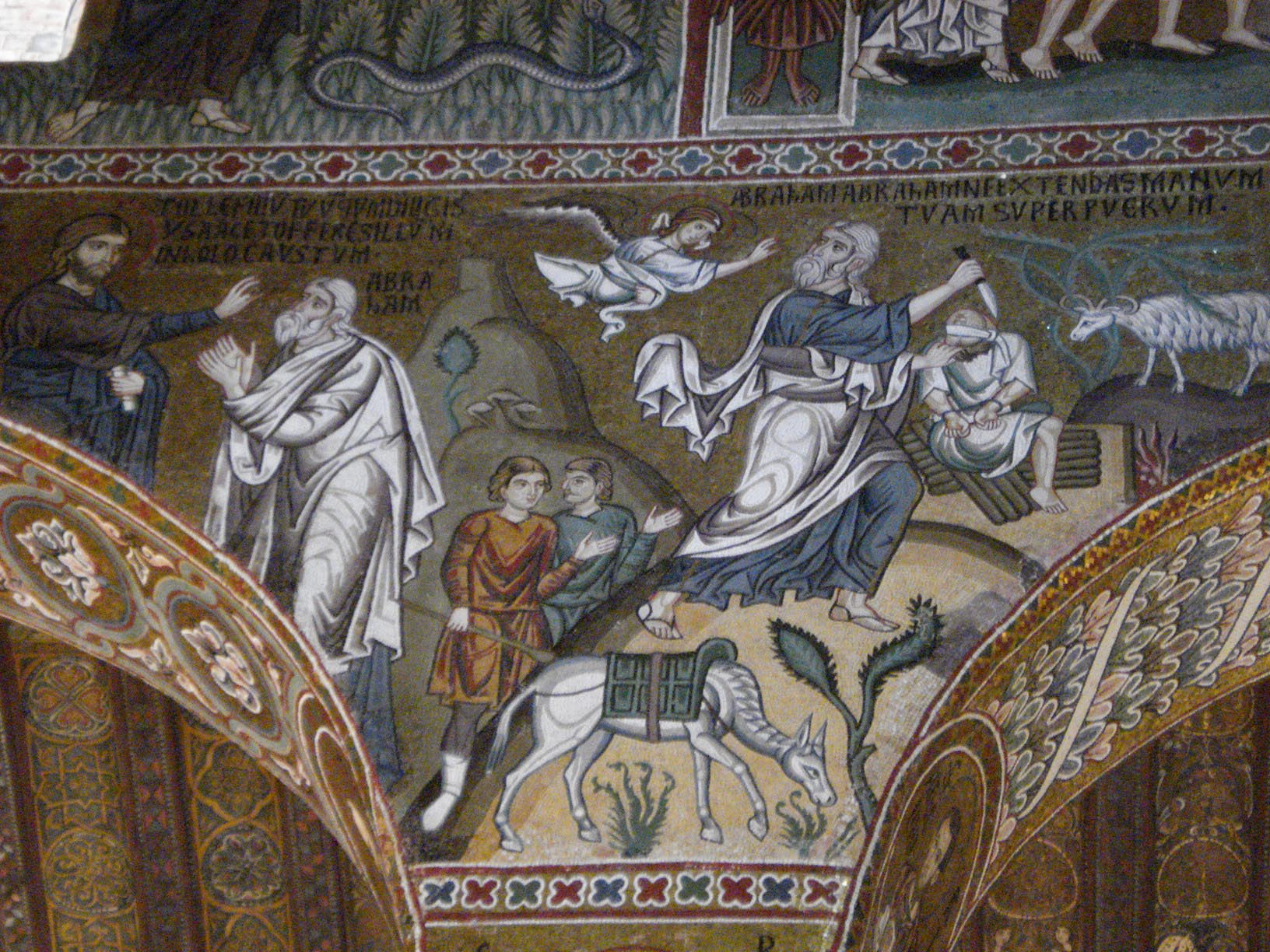
Жертвопринесення Авраама

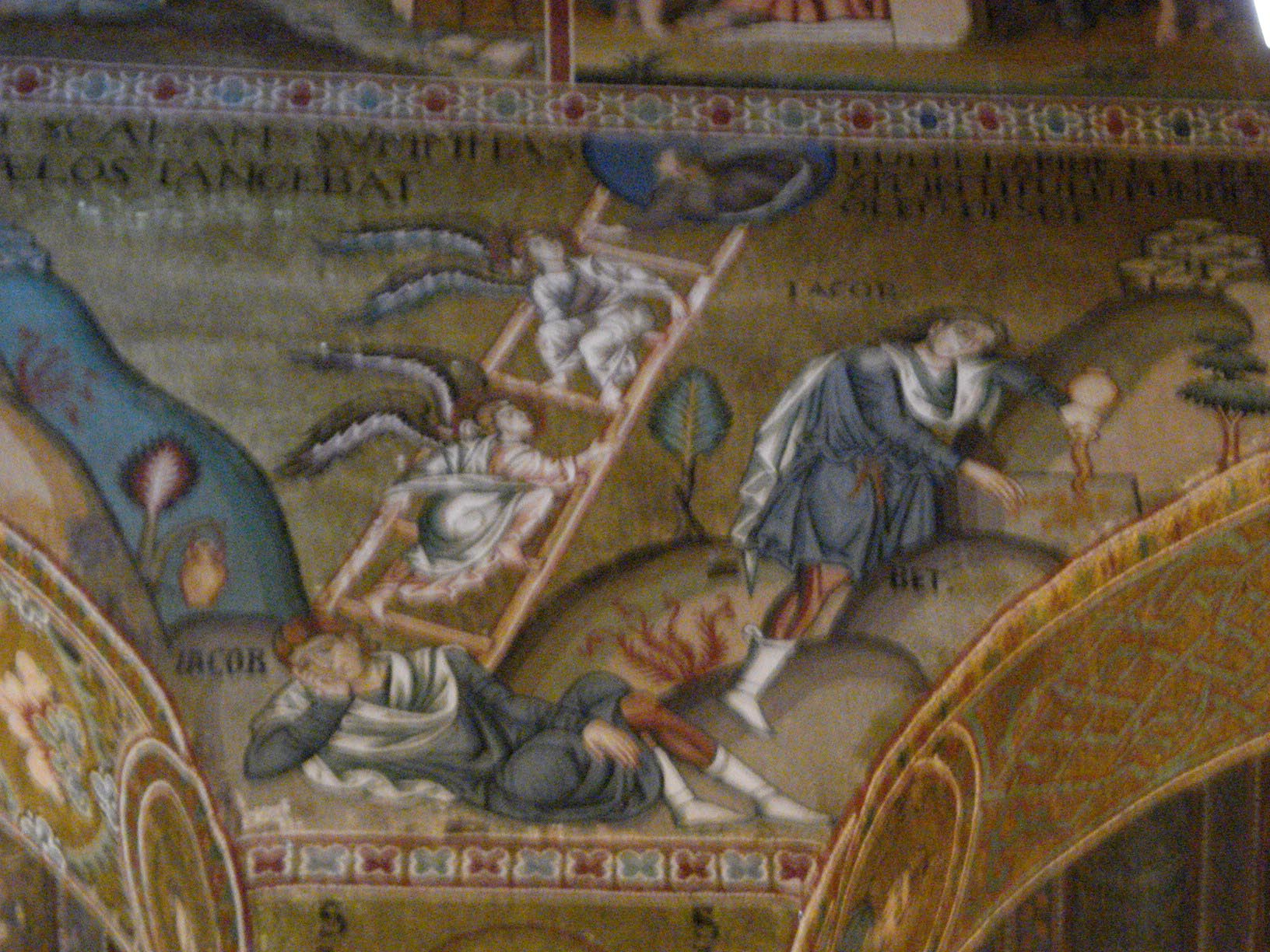
Сходи Якова

Мозаїки головної нави являють собою закінчений цикл на сюжет книги Буття. Ці мозаїки виконали місцеві майстри за візантійськими зразками за царювання Вільгельма I Злого. Разом з тим, в іконографії можна побачити певні відступи від канонів, привнесені західною традицією, в бік більшої експресивності образів.
Мозаїки головної нави послідовно зображають такі епізоди Буття:
— Верхній ряд південної стіни: Дух Божий літає над водами (1 М. 1:1-2); поділ вод, створення неба, землі і суші ([[|Побут]] 1:6-10); створення рослин (1 М. 1:11-12); створення сонця, місяця та зірок (1 М. 1:14-18); створення птахів, риб і плазунів (1 М. 1:20-23); створення тварин (1 М. 1:24-25); Бог животворить створеного Адама (1 М. 1:26-27); Бог спочиває на сьомий день (1 М. 2:2-3); Адам отримує заповідь про заборону споживати плоди з дерева пізнання (1 М. 2:15-17); створення Єви (1 М. 2:21-24);
— Верхній ряд північної стіни : гріхопадіння прабатьків (1 М. 3:6-7); Бог викриває перворідний гріх (1 М. 3:7-20); вигнання Адама і Єви з раю (1 М. 3:21-24); Адам і Єва трудяться на землі; жертвопринесення Авеля та Каїна (1 М. 4:3-7); Каїн вбиває Авеля (1 М. 4:8); Ламех розповідає дружинам про те, що він вбив Каїна (апокрифічний сюжет — натяк на 1 М. 4:23-24); вознесіння Еноха (апокрифічний сюжет — натяк на 1 М. 5:24); Ной з трьома синами; Ной будує ковчег;
— Нижній ряд південної стіни : Ной випускає голуба з ковчега (1 М. 8:6-11); Ной з родиною та звірами виходить з ковчега (1 М. 8:13-19), Бог укладає завіт з Ноєм (1 М. 9:8-17); сп'яніння Ноя і гріх Хама (1 М. 9:20-27); будівництво Вавилонської вежі (1 М. 11:1-9); Авраам поклоняється Трійці та обслуговує трапезу ангелів (1 М. 18:1-19); Лот захищає ангелів від нападу содомлян (1 М. 19:1-11);
— Нижній ряд північної стіни: загибель Содома (1 М. 19:15-26); Бог наказує Аврааму принести в жертву сина (1 М. 22:1-2),; Авраам приносить у жертву Ісаака, Ангел зупиняє руку Авраама (1 М. 22:9-13); слуга Авраама зустрічає Ревеку біля криниці (1 М. 24:11-27), Ревека й раб Авраама їдуть назустріч Ісааку (1 М. 24:62-67); Яків уві сні бачить сходи до неба й споруджує вівтар у Вефилі (1 М. 28:11-22), Яків бореться проти Ангела й отримує ім'я Ізраїль(1 М. 32:24-30).
Якщо порівняти мозаїки головної нави Палатинської капели та собору Монреале, побудованого за царювання наступного короля Вільгельма II Доброго, то можна побачити схожість, а місцями навіть повну тотожність сюжетів. Ймовірно, при виборі сюжетів для собору Монреале мозаїсти свідомо імітували зразок, вже був склався в Палатинскій капелі. Разом з тим, набагато більші розміри собору Монреалі як порівняти з камерною Палатинською капелою дозволили мозаїстам розширити оповідь.

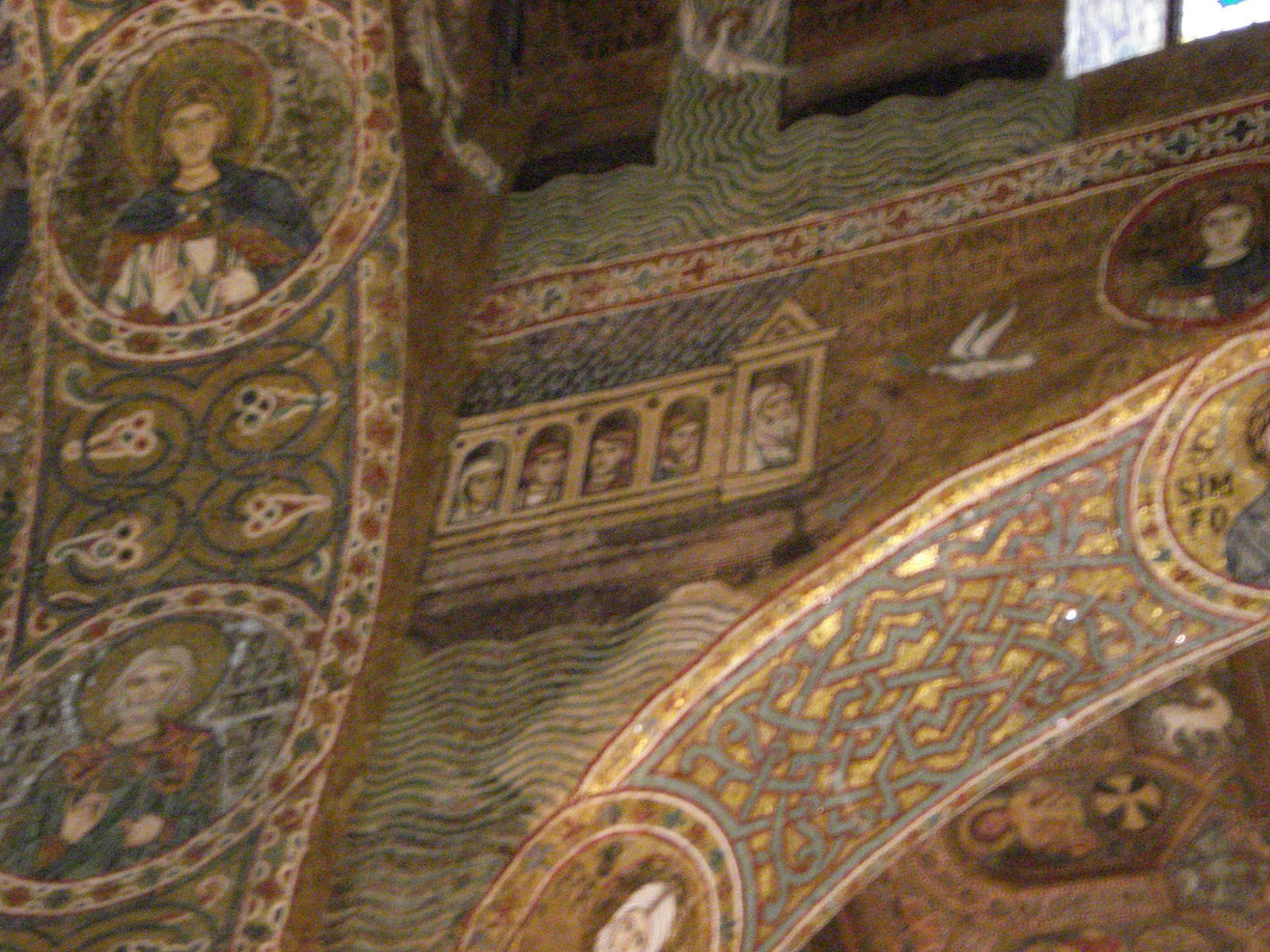
Ной випускає голуба з ковчега
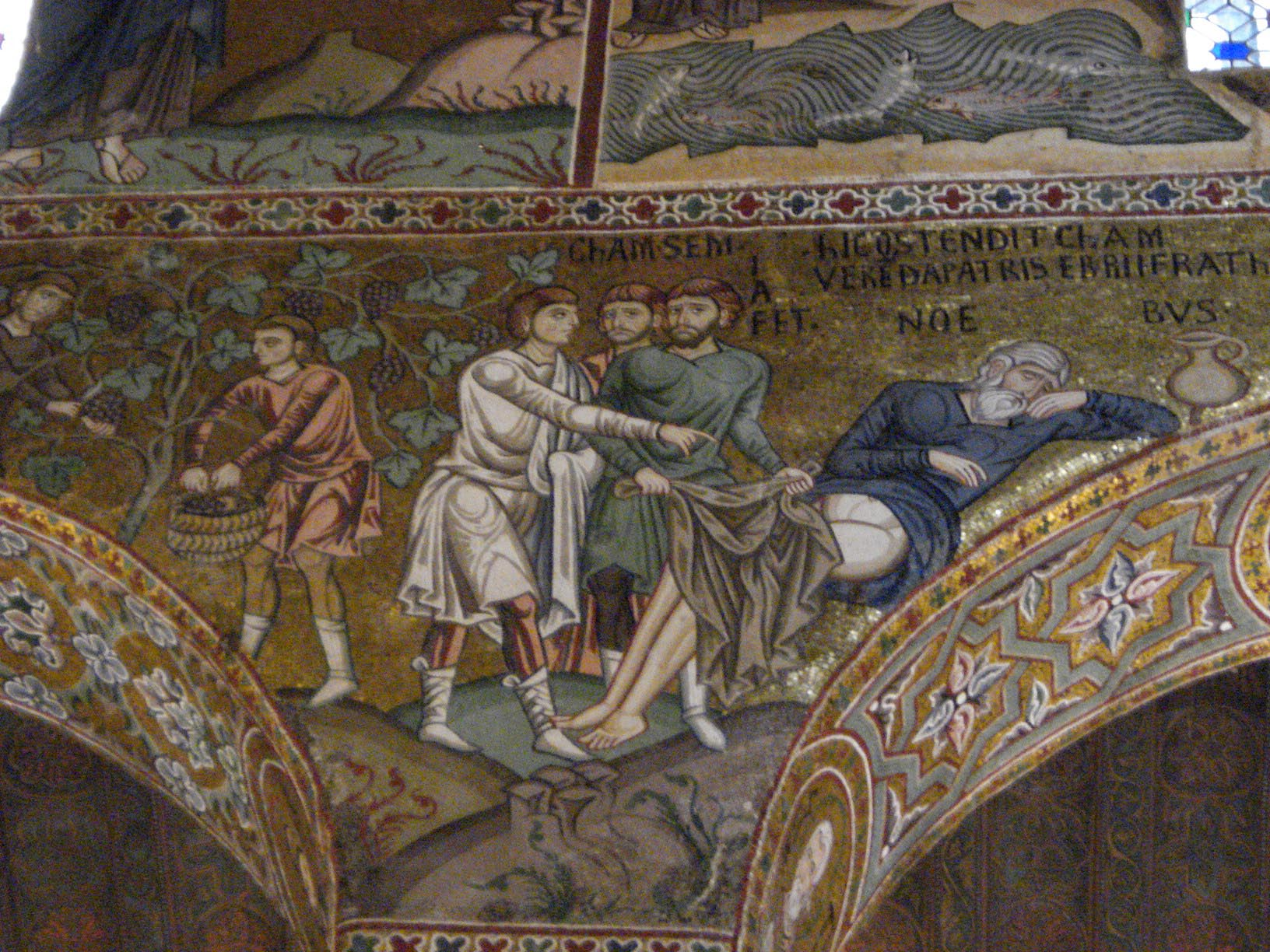
Гріх Хама
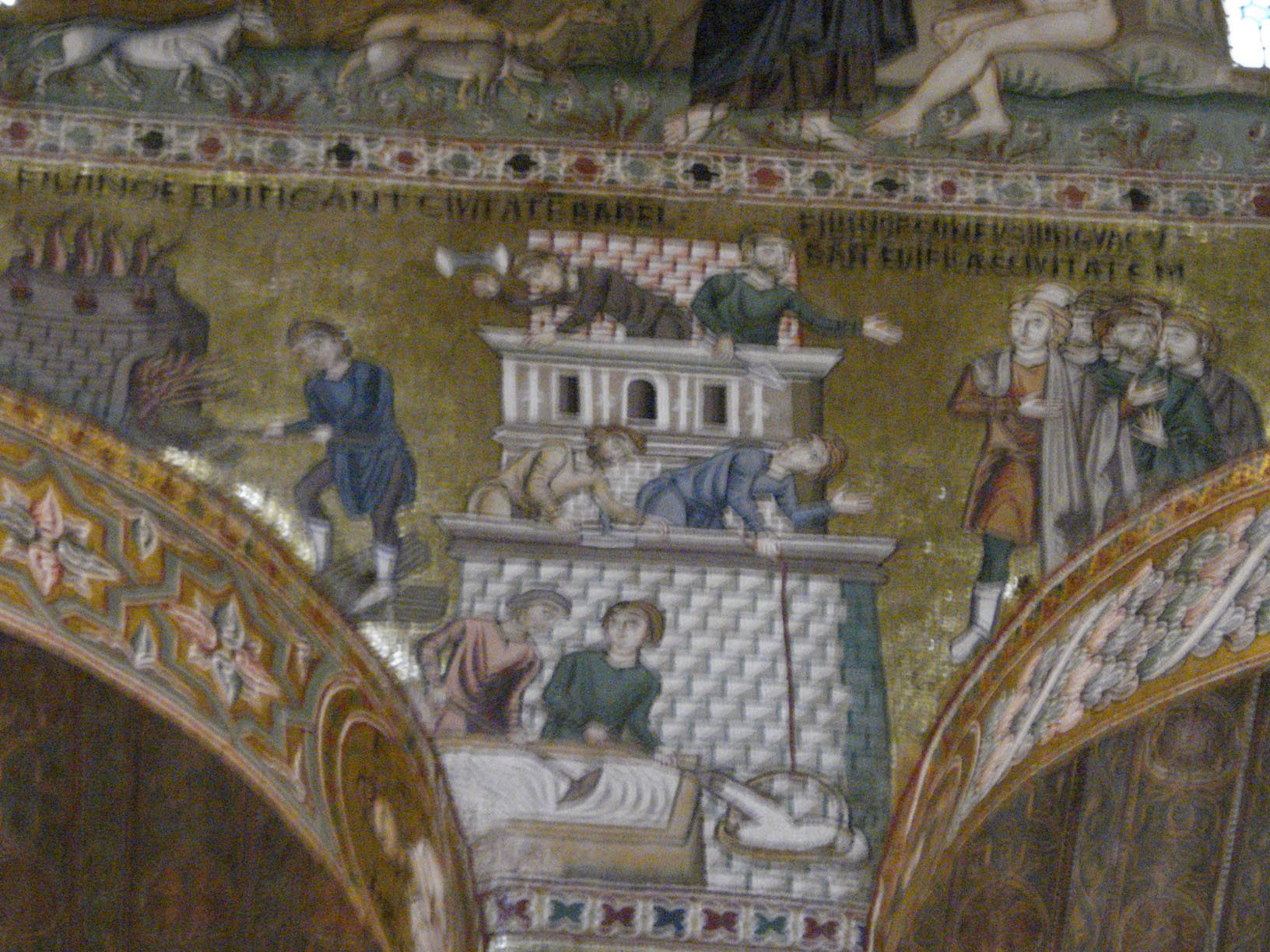
Будівництво Вавилонської вежі
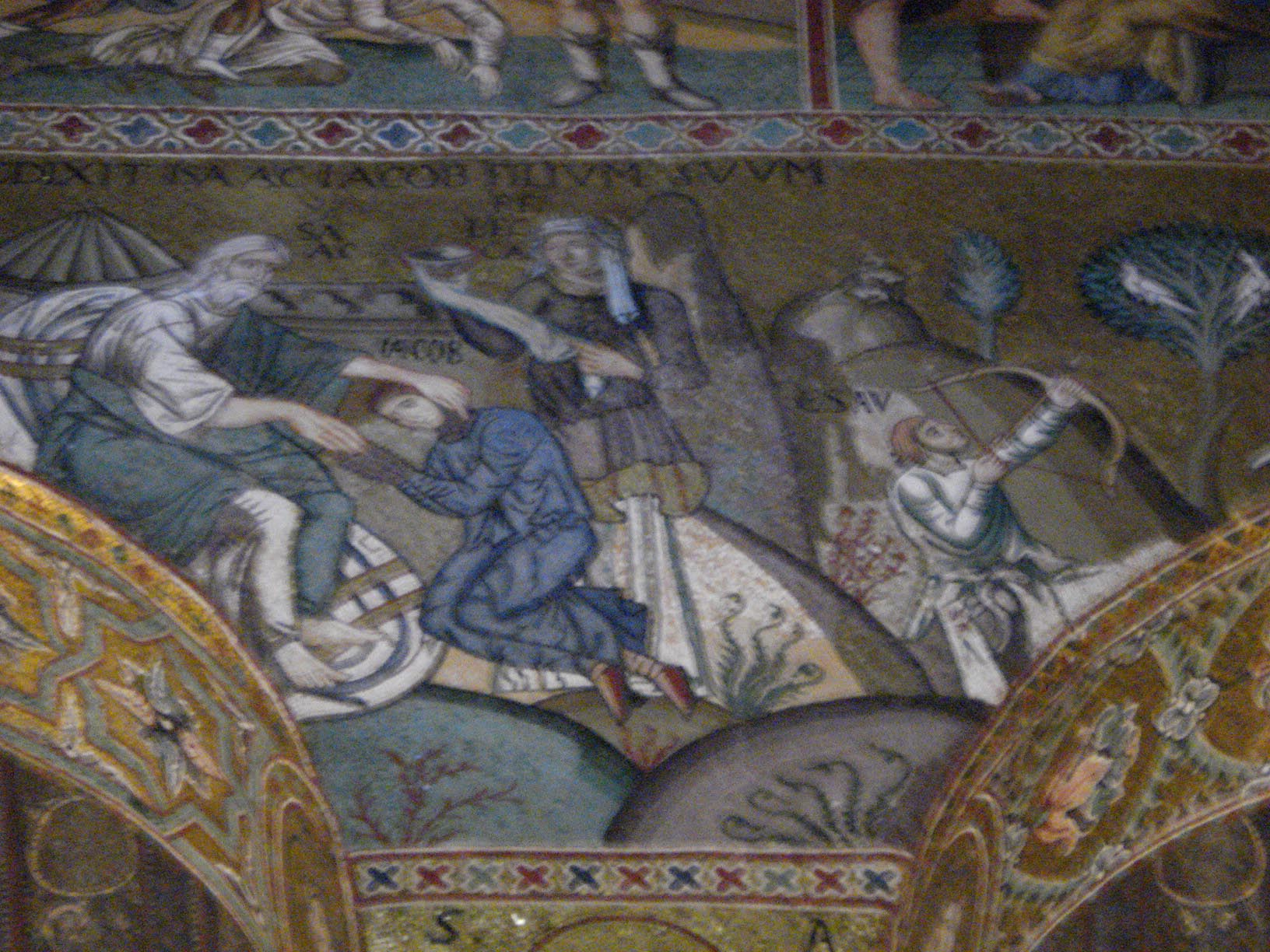
Ісаак благословляє Якова

### Житія апостолів Петра та Павла— мозаїки бічних нав

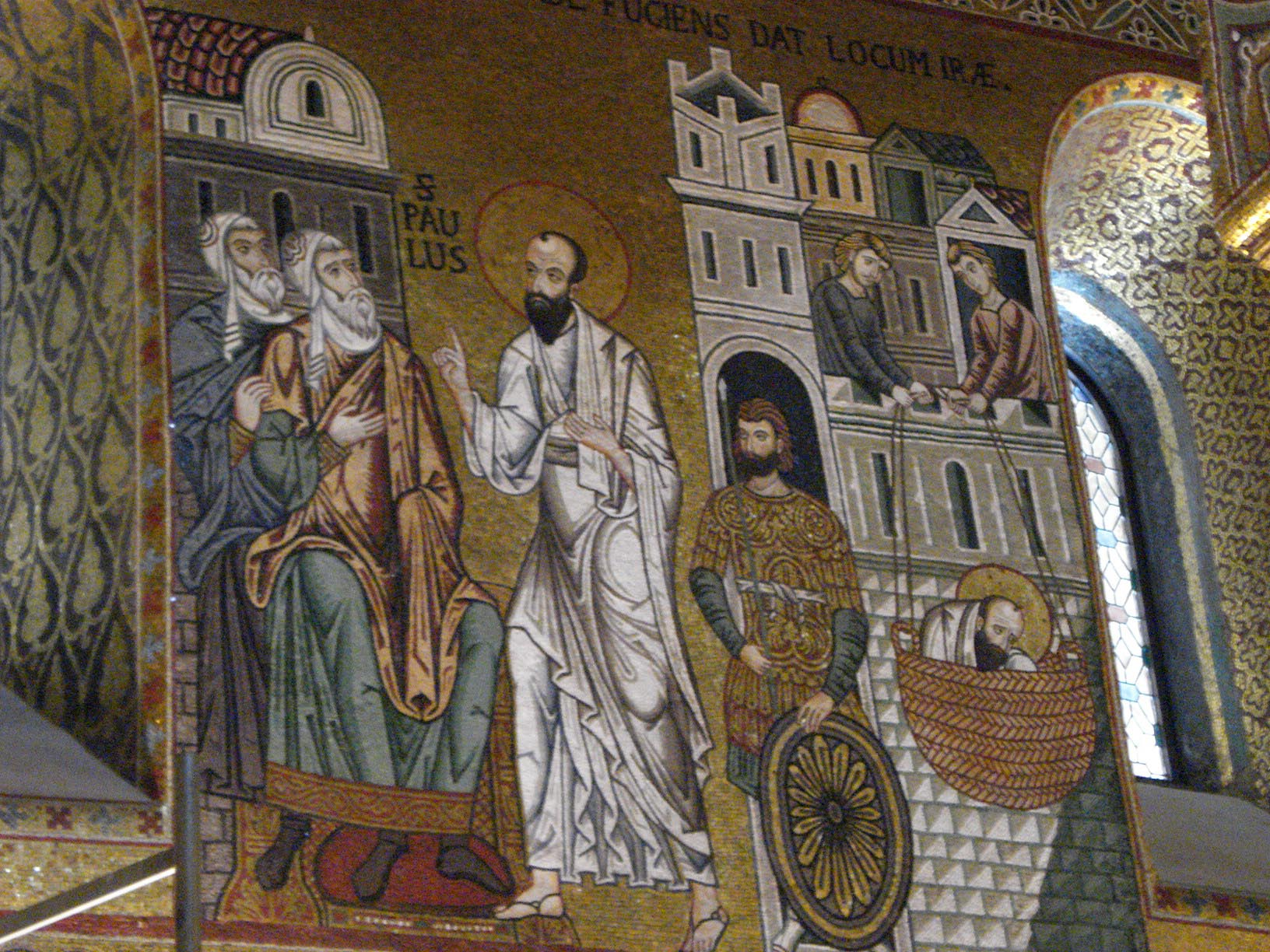
Савл у Дамаску

Мозаїки бічних нав виконали сицилійські майстри за царювання Вільгельма II Доброго в 1166—1189 роках. Сюжети для цього циклу запозичені з Діянь святих апостолів та легендарних житій апостолів Петра та Павла. Мозаїки послідовно зображують такі сцени:
— південна нава: Савл переслідує християн (Дії 8:1-3); Христос являє себе Савлу на шляху до Дамаска, осліплого Савла ведуть до Дамаска (Дії 9:3-9; 22:6-11; 26:12-18)); Ананія хрестить Савла (Дії 9:18); Савл проповідує в дамаських синагогах (Дії 9:19-22); християни спускають Савла з дамаської стіни в кошику (Дії 9:23-25); Ангел звільняє Петра з темниці (Дії 12:6-10);
— північна нава: Петро зцілює кульгавого в Єрусалимському храмі (Дії 3:1-10); Петро зцілює розслабленого Енея (Дії 9:32-35); Петро воскрешає Тавіфу (Дії 9:36-42); зустріч Петра та Павла в Римі; Петро та Павло протистоять Симону Волхву перед Нероном; за молитвою Петра та Павла Симон Волхв скинутий з неба.
Мозаїки бічних нав Палатинської капели та собору Монреале, що виконані в один і той самий час, схожі за сюжетом і технікою виконання. Це може вказувати на, як мінімум, спільність задуму (серед натхненників називають Вільгельма II, Палермського архієпископа Волтера Мілля та віце-канцлера Маттео д'Аджелло), а також на те, що можливо обидва цикли виконали одні й ті самі майстри.

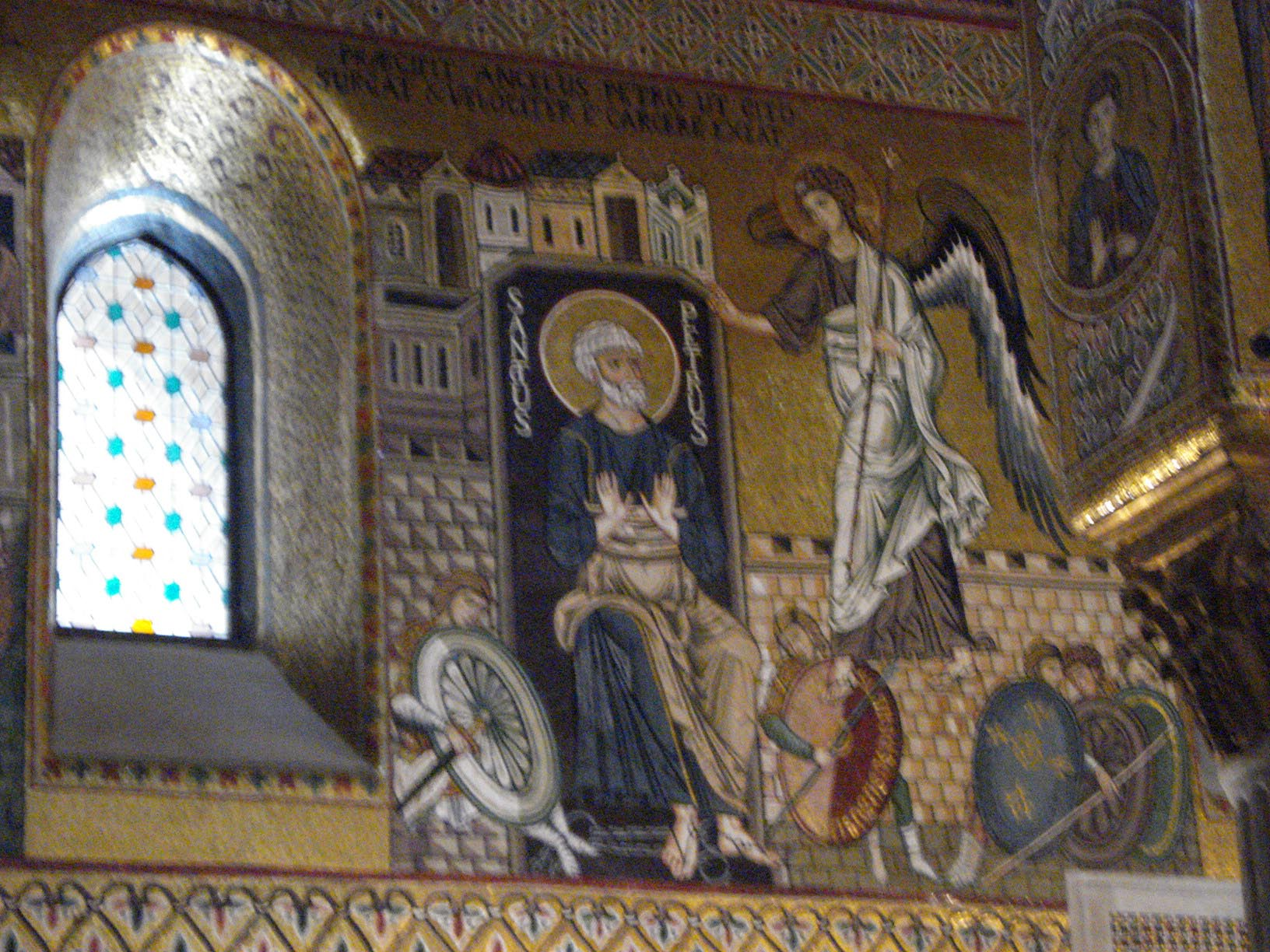
Ангел звільняє Петра
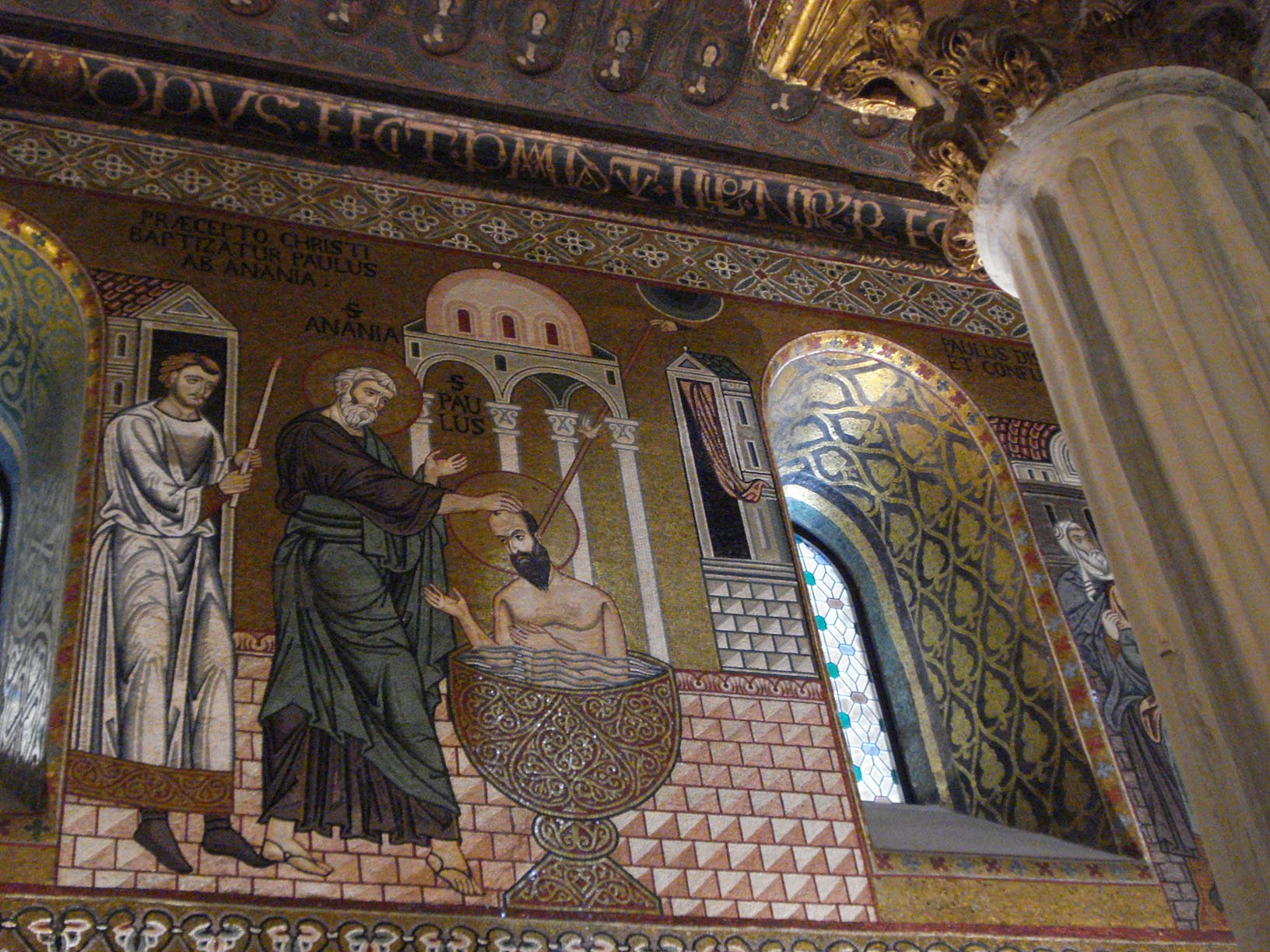
Ананія хрестить Савла
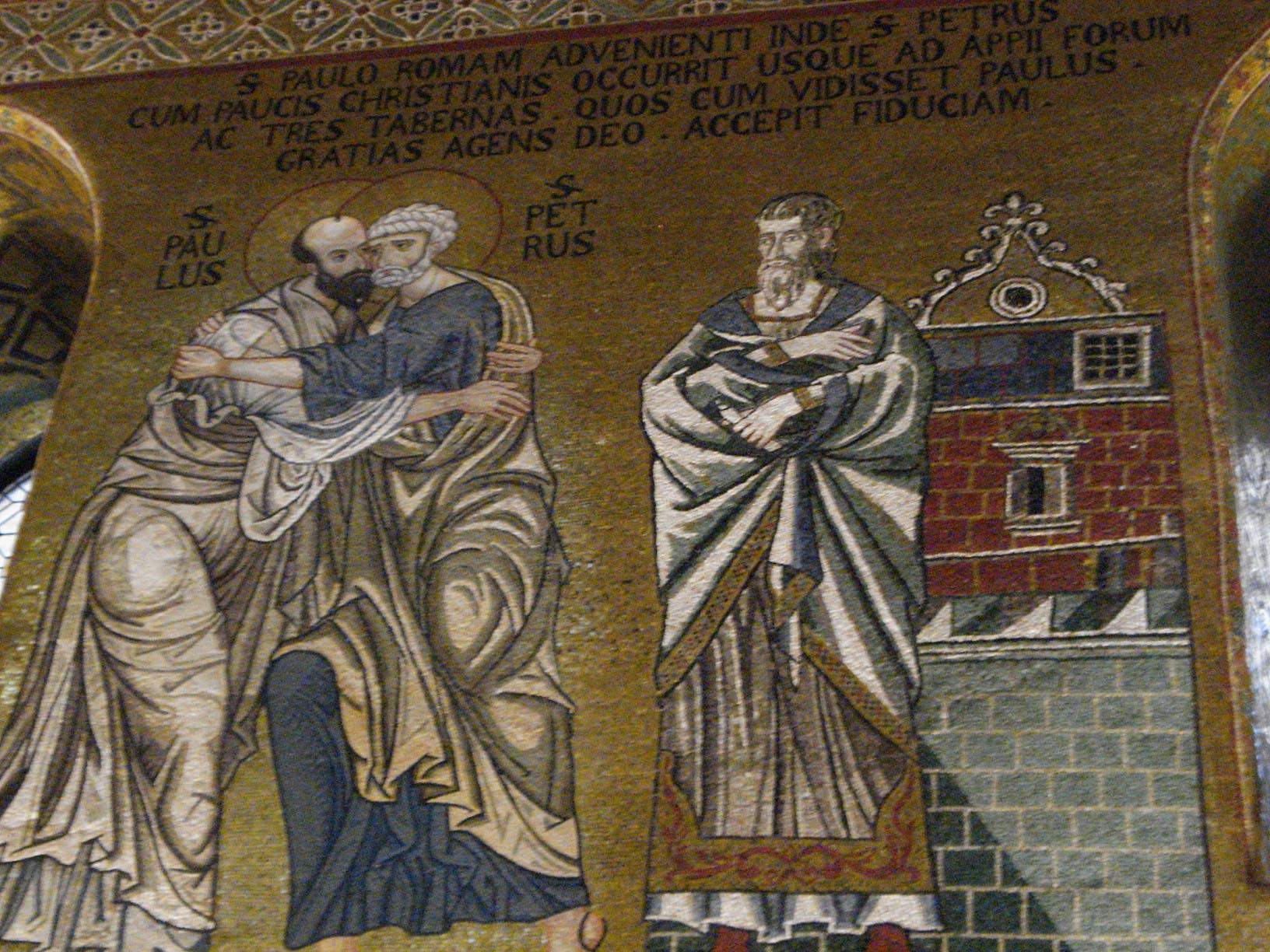
Зустріч Петра та Павла
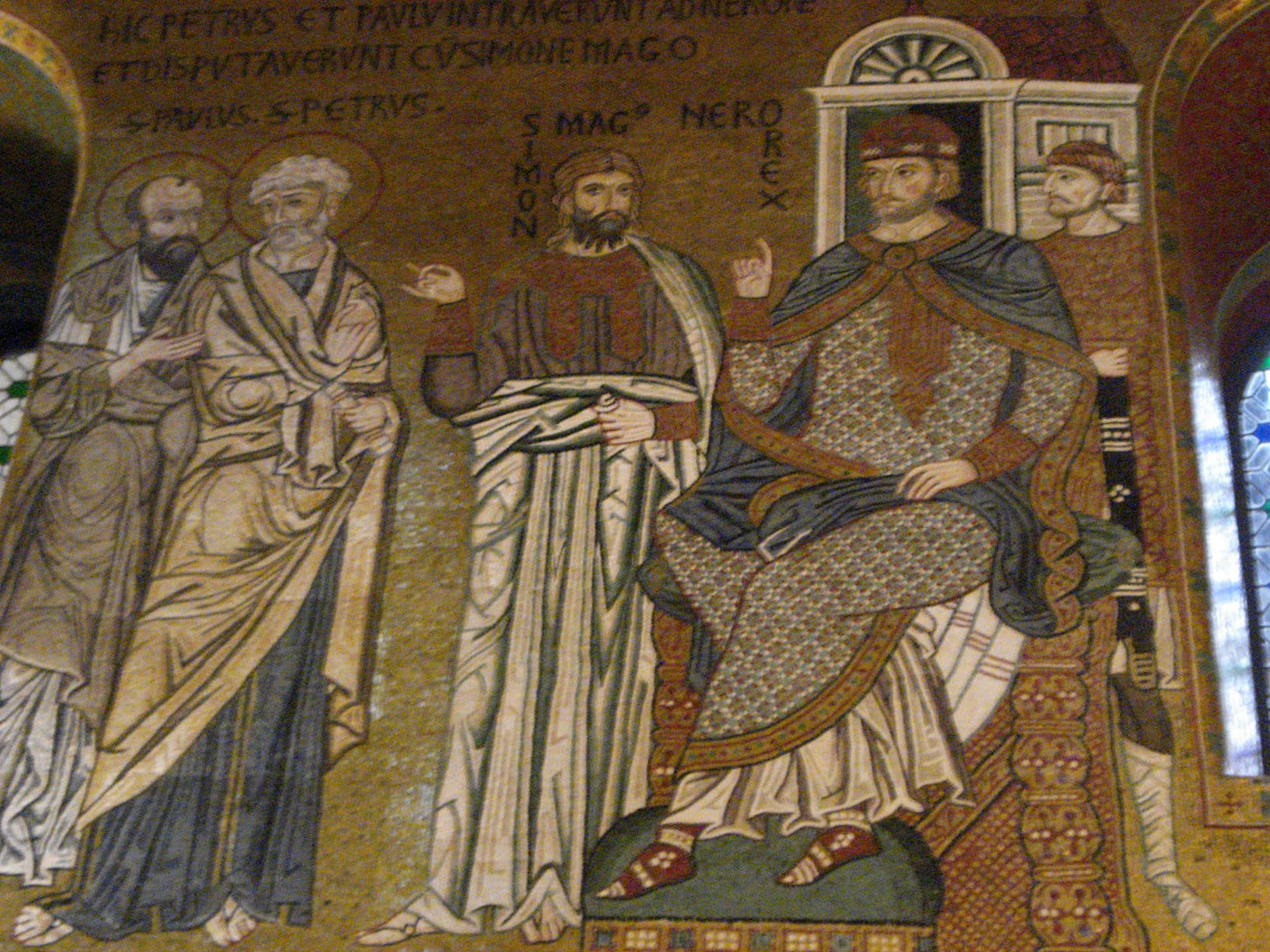
Петро, Павел та Симон Волхв перед Нероном

### Королівський трон і західна стіна

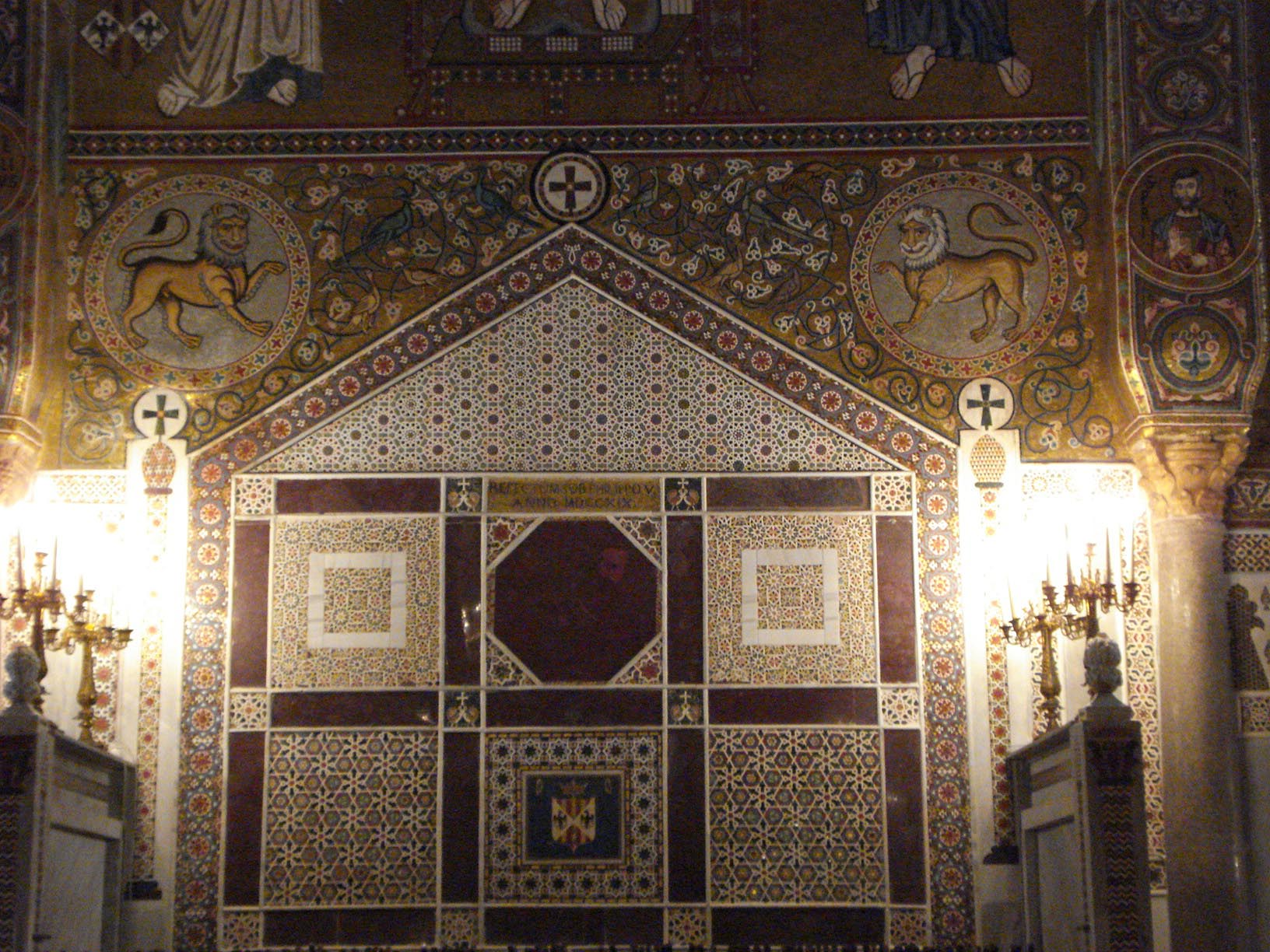
Королівський трон капели

Час оформлення західної, що навпроти апсиди, стіни капели є предметом дискусій: різні фахівці пропоную XII століття, епоху Гогенштауфенів (XIII століття), час правління Арагонської династії XIV століття. Напис на тронному місці свідчить, що роботи були завершені вже після приєднання Сицилії до володінь Арагона — в 1460, за «Івана, короля Сицилії», тобто Хуана II Арагонського, а ще одна реставрація відбулась на початку XVIII століття, за Філіпа V Анжуйського.
Центральний простір західної стіни займає королівське або тронне місце. Власне розміри цієї споруди такі, що можна говорити про цілу королівську ложу — ширина тронного місця відповідає ширині центральної нави капели, а висота — висоті колон, що розділяють простір капели на нави. Підлога, щаблі, «спинка» та «підлокітники» трону щиро оздоблені мармуровою інкрустацією й мозаїкою, в яких традиційний римський стиль косматеско переплетений з арабськими геометричними й рослинними мотивами. Про владу монарха нагадують мозаїки з гербом королів Арагона та Сицилії (на щиті з чотирьох частин дві чверті виділені для арагонського герба, а дві залишилися для сицилійського) та двома левами.
Королівське місце підняте над основним приміщенням капели на п'ять щаблів, розташоване прямо навпроти головного вівтаря і за висотою зрівняне з приміщенням пресбітерія. Таке положення трону і його навмисна пишність відповідають швидше візантійській, ніж західній традиції. Таким чином, навіть у XV столітті ще сприймали сицилійських королів як законних наступників візантійських імператорів. Арагонські монархи, хоч і не володіли владою Отвілів і Гогенштауфенів, вважали за необхідне підтримувати традицію й всіляко підкреслювали особливе сакральне розуміння своєї влади.

Христос з апостолами Петром і Павлом на західній стіні капели

Таке розуміння природи королівської влади на Сицилії ще більш підкреслює мозаїка над королівським місцем. На ній втретє в капелі (попередні два — в куполі та конхе головної апсиди) зображений Христос Пантократор, з німбом у вигляді грецького хреста, в царських шатах, що благословляє правою рукою, а в лівій — тримає закрите Євангеліє. Перед Христом стоять апостоли Петро та Павло (по праву і ліву руку відповідно), а в повітрі ширяють архангели Михаїл і Гавриїл. Розміщення образу Христа Пантократора не у вівтарній частині й не в куполі, а над троном не можна побачити в жодному іншому сицилійському храмі. Палатинська капела, як особиста каплиця сицилійських монархів, показує, наскільки живучою виявилася візантійська державна традиція на Сицилії. Саме тут з найбільшою силою втілена ідея особливого зв'язку монарха з Богом, короля з Царем царів.

## Фатимідська стеля

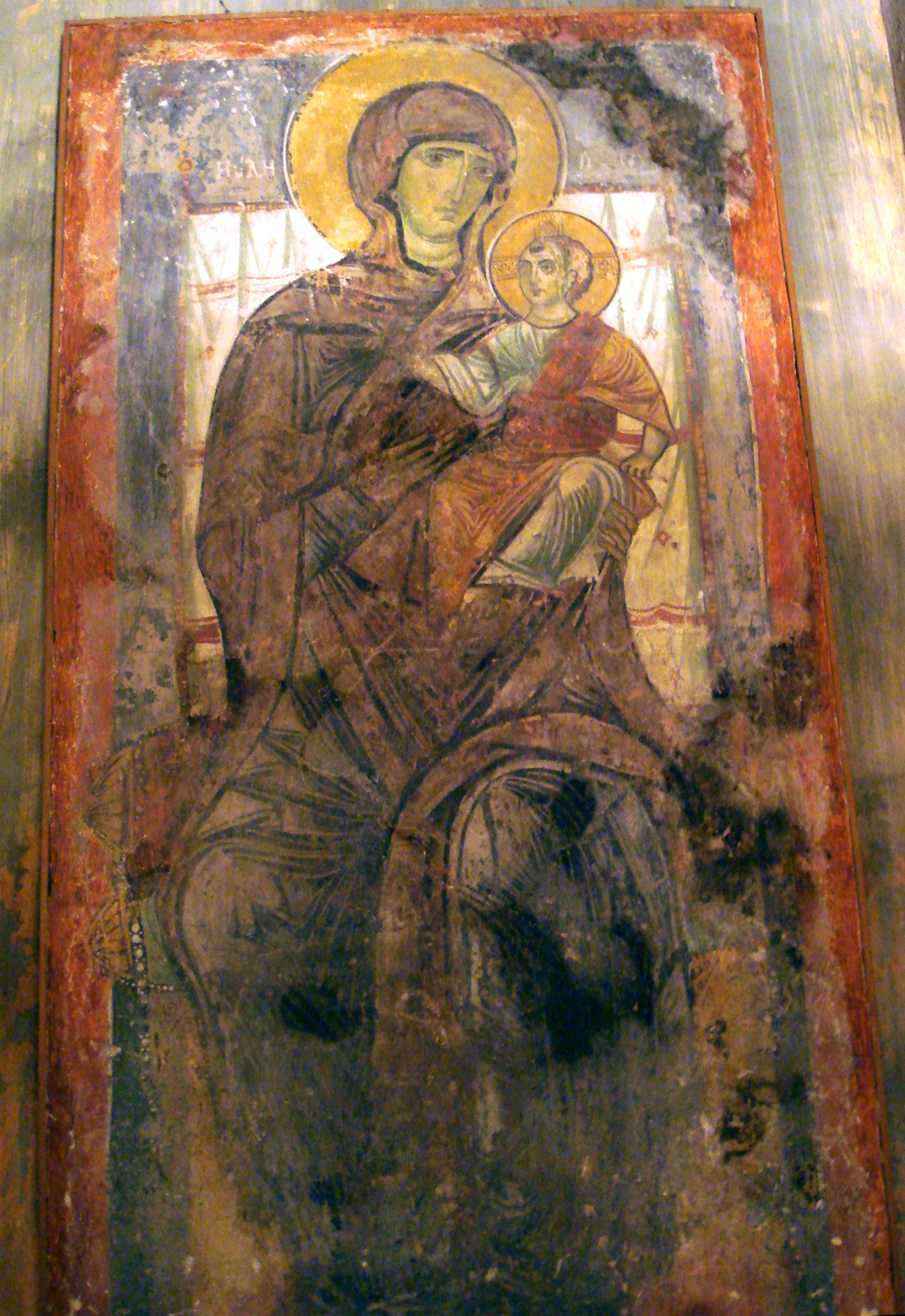
Богородиця з Немовлям (фреска в крипті)

Крім візантійських мозаїк, Палатинська капела відома завдяки своїй різьбленій арабській стелі, витоки якої Павло Муратов шукав у стелі Кордобської мечеті. Стелю виконали майстри епохи Фатімідів. Вона характерна для споруд арабського Єгипту і Магрибу. Він складається з відсіків-кесонів, яких називають мукарнами, розписаних рідкісними зображеннями та куфічними написами. Крім рослинних орнаментів, птахів, фантастичних тварин, серед зображень присутні й людські фігури, заборонені мусульманською традицією:
Там, нагорі, серед дерев'яних розеток залишилися сліди живопису — фігурки в східних одежах, що сидять по-турецьки, що грають на гітарах та інших інструментах. Як дивно уживається їх нечутна музика з гучним латинським співом священиків, що правлять службу, та нерухомим обличчям візантійського Христа у вівтарній апсиді!— Павло Муратов. «Образи Італії» (1911).
Появу таких «заборонених» образів пов'язують з перським впливом, який зумів закріпитися на «околицях» мусульманського світу, до яких можна віднести й завойований норманами Палермо. Крім «мукарнас» на стелі можна побачити й так звані «лакунар» — восьмикутні осередки-зірки з геометричним візерунком у середині та арабськими написами по периметру.
Крім Палатинської капели, різьблену арабську стелю тепер можна побачити лише в одній сицилійській церкві — соборі Монреале. Стеля в Монреалі загинула під час пожежі 1811 року, але її згодом відновили за ескізами. На відміну від Монреале, стеля Палатинської капели збереглася в первинному вигляді.

## Крипта
Під пресбітерієм капели розташована квадратна крипта, вхід до якої організований по обидві сторони від головного вівтаря. Спочатку крипта була особистою молитовнею Рожера II, власне з неї й виросла Палатинська капела. 1166 року тут через страх перед можливими народними хвилюваннями був похований його син Вільгельм I Злий (згодом його тіло перенесли до собору Монреале). 1624 року тут був похований Еммануїл Філібер Савойський, онук Філіпа II і Єлизавети Валуа, іспанський віце-король Сицилії. До святинь крипти належить візантійська фреска XII століття Богородиці з Немовлям і великий дерев'яний хрест, перенесений сюди з Палаццо Кьярамонті. У музейній експозиції центральне місце займає справжня грамота Рожера II 1140 року, що стверджувала порядок Богослужінь і склад кліру капели.

## Зовнішній вигляд капели

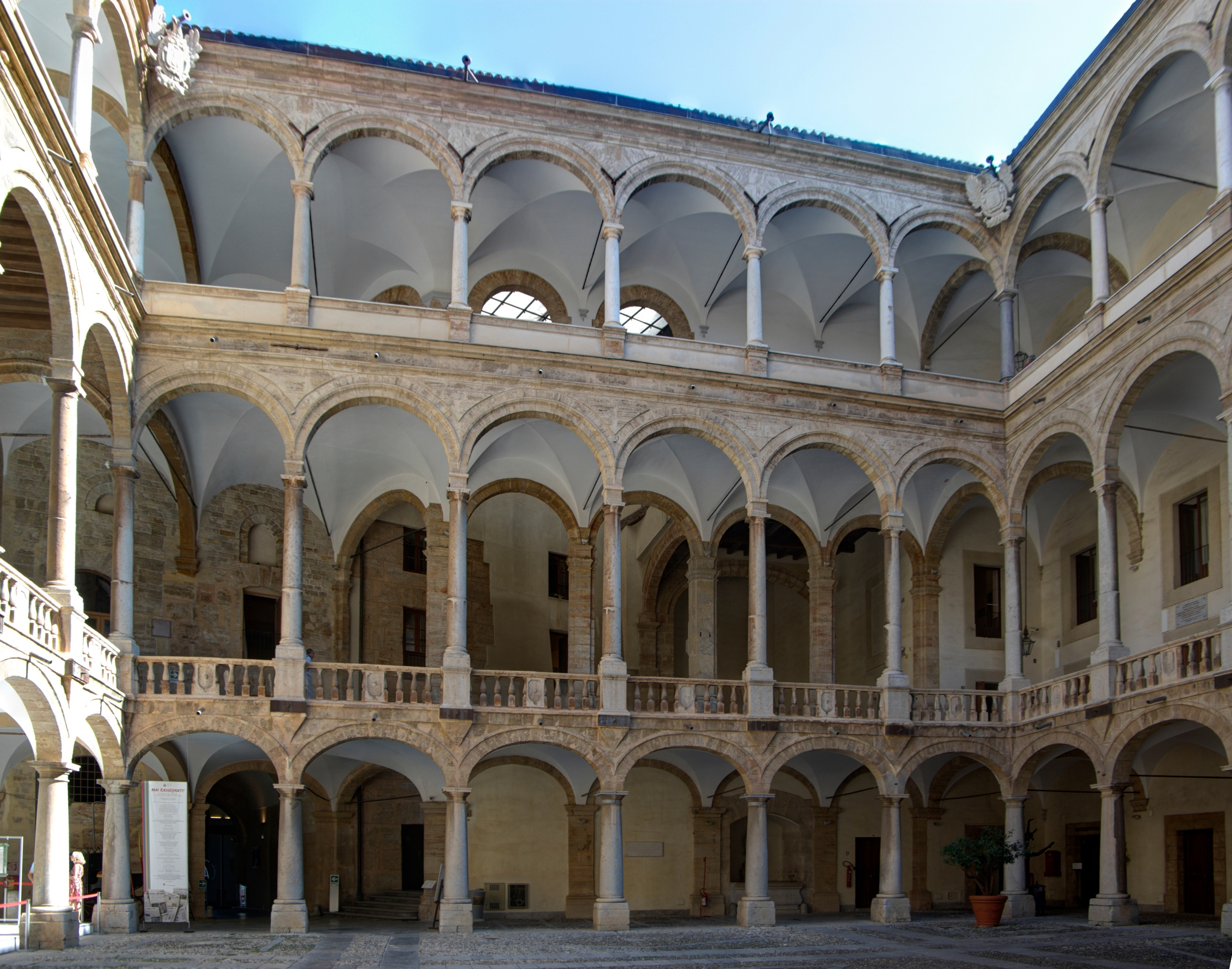
Фасад Палатинської капели

Спочатку Палатинська капела являла собою окрему будівлю, але в міру перебудов Норманського палацу її включили в загальний обсяг будинку. Внаслідок цього три з чотирьох зовнішніх стін капели перебувають всередині будівлі Палацу. Тільки один південний фасад капели виходить у внутрішній Двір Македи, утворюючи його північну сторону. Цей фасад є лоджією XVI століття, арки якої стоять на шести колонах з різьбленими коринфськими капітелями. П'ять колон зроблені з єгипетського граніту, шоста — із зеленого мармуру. У лоджії збереглися дві реліквії XII століття:
— мозаїка, на якій Рожер II вручає папську буллу співакові Симону;
— кам'яна плита на честь установки Рожером II 1142 року водяного годинника (сам годинник не зберігся), відповідні написи вирізані грецькою, латинською та арабською мовами.
Стіни лоджії прикрашені шістьма мозаїками кінця XVIII століття, чотири з яких виконав Санті Кардіні з Ареццо, а останні дві — П'єтро Казамассіма. За своїм задумом та виконанням ці мозаїки не витримують порівняння з мозаїками самої капели, але становлять інтерес з точки зору сюжету. На них представлена історія Давида та Авесалома:
— Давид оплакує загибель Авесалома (2Цар 18:33-19:7);
— Йоав уражає Авесалома (2Цар 18:14-15),
— Авессалом заплутався волоссям у гілках дерева (2Цар 18:9-10),
— воїни Давида атакують бунтівних ізраїльтян (2Цар 18:1-8),
— Давид вибачає Шім'ї (2Цар 19:16-23);
— тріумф Давида і його вірнопідданих юдеїв.
Над дверима, що вели в притвор капели, наприкінці XVIII століття П'єтро Казамассіма помістив ще одну мозаїку, на якій міфічний геній Палермо, зображений у вигляді закутого в лати і увінчаного короною старця, тримає в руках медальйон з особами тодішньої керівної королівської пари Фердинанда III і Марії Кароліни. Всі разом мозаїки, що на зовнішній стіні капели, зображають драматичну історію Неаполітанського та Сицилійського королівств наприкінці XVIII століття: вторгнення французьких революційних військ, втечу королівської родини з Неаполя до Палермо, створення в Неаполі Партенопейської республіки, війну між республіканським урядом і санфедистами, подальшу реставрацію Бурбонів.